# Lista siturilor arheologice din București
Lista siturilor arheologice din București conține toate siturile arheologice din Municipiul București înscrise în Repertoriul Arheologic Național (RAN). RAN este administrat de Ministerul Culturii și Patrimoniului Național și cuprinde date științifice, cartografice, topografice, imagini și planuri, precum și orice alte informații privitoare la zonele cu potențial arheologic, studiate sau nu, încă existente sau dispărute.
| Cod RAN                                    | Denumire | Localitate           | Adresă                                                                             | Datare                                          | Descoperit | Coordonate                                              | Imagine           | Erori            |
| ------------------------------------------ | --- | -------------------- | ---------------------------------------------------------------------------------- | ----------------------------------------------- | ---------- | ------------------------------------------------------- | ----------------- | ---------------- |
| 179132.49.01                               | Situl arheologic medieval - "Cărămidarii de Jos" de la București / ansamblu Sf. Trifon (Categorie: construcție de cult) (Tip: Biserică de lemn) | municipiul București | str. Piscului nr. 3, sector 4, punct Cărămidarii de Jos                            |                                                 |            |                                                         | Încărcați imagine | Raportați eroare |
| 179132.49.02                               | Situl arheologic medieval - "Cărămidarii de Jos" de la București / ansamblu anonim (Categorie: construcție de cult) (Tip: Necropolă de inhumație) | municipiul București | str. Piscului nr. 3, sector 4, punct Cărămidarii de Jos                            |                                                 |            |                                                         | Încărcați imagine | Raportați eroare |
| 179132.50.01                               | Hanul Stavropoleos - București / ansamblu Hanul Stavropoleos (Categorie: construcție) (Tip: Han) | municipiul București | str. Stavropoleos, punct Stavropoleos                                              | 1722-1724                                       |            |                                                         | Încărcați imagine | Raportați eroare |
| 179132.51                                  | Clădirea din str. Armand Călinescu nr. 19, sector 2 din București / ansamblu anonim (Categorie: construcție) | municipiul București | str. Armand Călinescu nr. 19                                                       |                                                 |            |                                                         | Încărcați imagine | Raportați eroare |
| 179132.51.01                               | Clădirea din str. Armand Călinescu nr. 19, sector 2 din București / ansamblu anonim (Categorie: construcție) (Tip: Clădire) | municipiul București | str. Armand Călinescu nr. 19                                                       | sec. XIX                                        |            |                                                         | Încărcați imagine | Raportați eroare |
| 179132.52                                  | Imobilul de pe str. Șepcari nr. 16, sector 3 din București / ansamblu anonim (Categorie: construcție) | municipiul București | str. Șepcari, nr. 16                                                               |                                                 |            |                                                         | Încărcați imagine | Raportați eroare |
| 179132.52.01                               | Imobilul de pe str. Șepcari nr. 16, sector 3 din București / ansamblu anonim (Categorie: construcție) (Tip: Clădire) | municipiul București | str. Șepcari, nr. 16                                                               | sec. XVIII-XIX                                  |            |                                                         | Încărcați imagine | Raportați eroare |
| 179132.53.01                               | Clădirea prăbușită din str. Șelari, nr. 5, sector 3 din București / ansamblu anonim (Categorie: construcție) (Tip: Clădire) | municipiul București | str. Șelari, nr. 5                                                                 | sec. XIX                                        |            |                                                         | Încărcați imagine | Raportați eroare |
| 179132.53.01                               | Clădirea prăbușită din str. Șelari, nr. 5, sector 3 din București / complex anonim (Categorie: construcție) (Tip: pivniță) | municipiul București | str. Șelari, nr. 5                                                                 | a doua jum. a sec. XIX-prima jumătate a sec. XX |            |                                                         | Încărcați imagine | Raportați eroare |
| 179132.54.01                               | Subsolurile clădirilor de sec. XVIII - "Casa Economiștilor" din București / ansamblu anonim (Categorie: construcție) (Tip: Clădire) | municipiul București | Calea Moșilor, Nr. 53, punct Casa Economiștilor                                    | sec. XVIII - XIX                                |            |                                                         | Încărcați imagine | Raportați eroare |
| 179132.54.01                               | Subsolurile clădirilor de sec. XVIII - "Casa Economiștilor" din București / complex Casa Economiștilor (Categorie: construcție) (Tip: clădire) | municipiul București | Calea Moșilor, Nr. 53, punct Casa Economiștilor                                    | sec. XVIII - XIX                                |            |                                                         | Încărcați imagine | Raportați eroare |
| 179132.55.01                               | Fundațiile Hanului Filaret din București / ansamblu anonim (Categorie: construcție) (Tip: Han) | municipiul București | Calea Victoriei, nr. 37 B, punct Hanul Filaret                                     | sec.XVIII-XIX                                   |            |                                                         | Încărcați imagine | Raportați eroare |
| 179132.65.01                               | Biserica "Sfântul Eftimie" - Fundeni (Fundenii Doamnei) de la București / ansamblu Biserica "Sfântul Eftimie" - Fundeni (Fundenii Doamnei) (Categorie: structură de cult/religioasă) (Tip: Biserică)                                                     | municipiul București | Șos. Fundeni 105                                                                   | 1699                                            |            |                                                         | Încărcați imagine | Raportați eroare |
| 179132.63.01 (Cod LMI: B-II-m-B-18933)     | Biserica "Dichiu-Tichirlești" de la București / ansamblu Biserica "Adormirea Maicii Domnului" (Categorie: structură de cult/religioasă) (Tip: Biserică)                                                                                                  | municipiul București | str. Icoanei 72                                                                    | 1773                                            |            | 44°26′51″N 26°06′38″E / 44.447566°N 26.110511°E         | Încărcați imagine | Raportați eroare |
| 179132.59.02 (Cod LMI: B-II-m-A-19304)     | Biserica "Adormirea Maicii Domnului" - Olari de la București / ansamblu Biserica "Adormirea Maicii Domnului"(Ulița Păcii) (Categorie: structură de cult/religioasă) (Tip: Biserică)                                                                      | municipiul București | str. Olari 6                                                                       | 1758                                            |            | 44°26′20″N 26°06′57″E / 44.438789°N 26.115757°E         | Încărcați imagine | Raportați eroare |
| 179132.59.01 (Cod LMI: B-II-m-A-19304)     | Biserica "Adormirea Maicii Domnului" - Olari de la București / ansamblu Biserica Ceauș Precup(Ulița Păcii) (Categorie: structură de cult/religioasă) (Tip: biserică)                                                                                     | municipiul București | str. Olari 6                                                                       | sec. XVIII                                      |            | 44°26′20″N 26°06′57″E / 44.438789°N 26.115757°E         | Încărcați imagine | Raportați eroare |
| 179132.05.01 (Cod LMI: B-II-m-B-19317)     | Biserica "Oțetari" de la București / ansamblu Biserica "Oțetari" (Categorie: structură de cult/religioasă) (Tip: Biserică) | municipiul București | str. Oțetari 4                                                                     | sec. XVIII                                      |            | 44°26′51″N 26°06′26″E / 44.447411°N 26.107204°E         | Încărcați imagine | Raportați eroare |
| 179132.61.01 (Cod LMI: B-II-m-A-19419.02)  | Ansamblul Mănăstirii Plumbuita de la București / ansamblu Fostul Palat Domnesc (Categorie: structură de cult/religioasă) (Tip: Palat) | municipiul București | str. Plumbuita 58                                                                  | 1647                                            |            |                                                         | Încărcați imagine | Raportați eroare |
| 179132.61.02 (Cod LMI: B-II-m-A-19419.01)  | Ansamblul Mănăstirii Plumbuita de la București / ansamblu Biserica "Nașterea Sf. Proroc Ioan Botezătorul și Înaintemergătorul" (Categorie: structură de cult/religioasă) (Tip: Biserică)                                                                 | municipiul București | str. Plumbuita 58                                                                  | sec. XVI                                        |            |                                                         | Încărcați imagine | Raportați eroare |
| 179132.61.02 (Cod LMI: B-II-m-A-19419.01)  | Ansamblul Mănăstirii Plumbuita de la București / ansamblu Biserica "Nașterea Sf. Proroc Ioan Botezătorul și Înaintemergătorul" / complex anonim (Categorie: structură de cult/religioasă) (Tip: zid de incintă)                                          | municipiul București | str. Plumbuita 58                                                                  | sec. XVIII                                      |            |                                                         | Încărcați imagine | Raportați eroare |
| 179132.61.03 (Cod LMI: B-II-m-A-19419.03)  | Ansamblul Mănăstirii Plumbuita de la București / ansamblu anonim (Categorie: structură de cult/religioasă) (Tip: Turn) | municipiul București | str. Plumbuita 58                                                                  | sec. XVIII                                      |            |                                                         | Încărcați imagine | Raportați eroare |
| 179132.61.04 (Cod LMI: B-II-m-A-19419.04)  | Ansamblul Mănăstirii Plumbuita de la București / ansamblu anonim (Categorie: structură de cult/religioasă) (Tip: Chilii) | municipiul București | str. Plumbuita 58                                                                  | sec. XVIII                                      |            |                                                         | Încărcați imagine | Raportați eroare |
| 179132.64.01 (Cod LMI: B-II-m-A-18076)     | Biserica "Sfântul Nicolae - Udricani" de la București / ansamblu Biserica "Sfântul Nicolae - Udricani" (Categorie: structură de cult/religioasă) (Tip: Biserică)                                                                                         | municipiul București | str. Barasch Iuliu dr 11                                                           | 1735                                            |            | 44°25′46″N 26°06′36″E / 44.42949°N 26.1100069444°E      | Încărcați imagine | Raportați eroare |
| 179132.64.02 (Cod LMI: B-II-m-A-18076)     | Biserica "Sfântul Nicolae - Udricani" de la București / ansamblu anonim (Categorie: structură de cult/religioasă) (Tip: necropola) | municipiul București | str. Barasch Iuliu dr 11                                                           | sec.XVIII-IXI                                   |            | 44°25′46″N 26°06′36″E / 44.42949°N 26.1100069444°E      | Încărcați imagine | Raportați eroare |
| 179132.57.01 (Cod LMI: B-II-m-B-18118)     | Biserica "Sf. Maria a Darurilor de la București / ansamblu Biserica Bărăției (Categorie: structură de cult/religioasă) (Tip: Biserică) | municipiul București | str. Bărăției 27, sector 3                                                         | sec. XVII                                       |            |                                                         | Încărcați imagine | Raportați eroare |
| 179132.57.01 (Cod LMI: B-II-m-B-18118)     | Biserica "Sf. Maria a Darurilor de la București / ansamblu Biserica Bărăției / complex anonim (Categorie: structură de cult/religioasă) (Tip: turn clopotniță)                                                                                           | municipiul București | str. Bărăției 27, sector 3                                                         | sec. XVIII-XIX                                  |            |                                                         | Încărcați imagine | Raportați eroare |
| 179132.57.01 (Cod LMI: B-II-m-B-18118)     | Biserica "Sf. Maria a Darurilor de la București / ansamblu Biserica Bărăției / complex anonim (Categorie: structură de cult/religioasă) (Tip: clădire)                                                                                                   | municipiul București | str. Bărăției 27, sector 3                                                         | sec. XVIII-XIX                                  |            |                                                         | Încărcați imagine | Raportați eroare |
| 179132.66.01 (Cod LMI: B-II-m-B-18158.01)  | Biserica "Adormirea Maicii Domnului", "Sf. Filofteia" - Răsvan de la București / ansamblu Biserica Răsvani (Categorie: structură de cult/religioasă) (Tip: Biserică)                                                                                     | municipiul București | str. Biserica Răsvan 3, sector 3                                                   | înc. sec. XVIII                                 |            | 44°25′58″N 26°06′23″E / 44.432845°N 26.106305°E         | Încărcați imagine | Raportați eroare |
| 179132.67.01 (Cod LMI: B-II-m-B-18174)     | Biserica "Sfântul Nicolae - Șelari" de la București / ansamblu Biserica "Sfântul Nicolae - Șelari" (Categorie: structură de cult/religioasă) (Tip: Biserică)                                                                                             | municipiul București | str. Blănari 16, sector 3                                                          | 1699-1700                                       |            |                                                         | Încărcați imagine | Raportați eroare |
| 179132.68.01 (Cod LMI: B-II-m-B-19014)     | Situl arheologic Biserica "Sf. Dumitru, Nașterea Domnului" - Slobozia de la București / ansamblu Biserica Biserica "Sf. Dumitru, Nașterea Domnului" - Slobozia(Sf. Dumitru, Nașterea Domnului) (Categorie: structură de cult/religioasă) (Tip: Biserică) | municipiul București | str. Leon Vodă 3                                                                   | 1743                                            |            | 44°25′18″N 26°06′13″E / 44.421797°N 26.103559°E         | Încărcați imagine | Raportați eroare |
| 179132.69.01 (Cod LMI: B-II-m-A-18225)     | Biserica "Sfântul Gheorghe Nou" de la București / ansamblu Biserica "Sfântul Gheorghe Nou" (Categorie: structură de cult/religioasă) (Tip: Biserică) | municipiul București | Bd. Brătianu I.C. 49                                                               | sec. XVII - XVIII                               |            | 44°25′57″N 26°06′16″E / 44.4325538889°N 26.1043311111°E | Încărcați imagine | Raportați eroare |
| 179132.70.01 (Cod LMI: B-II-m-A-18368)     | Biserica "Sfântul Ștefan" de la București / ansamblu Biserica "Sfântul Ștefan" - Călărași (Categorie: structură de cult/religioasă) (Tip: Biserică) | municipiul București | Calea Călărașilor 83                                                               | 1768                                            |            | 44°26′01″N 26°06′57″E / 44.43348°N 26.1158°E            | Încărcați imagine | Raportați eroare |
| 179132.99.01 (Cod LMI: B-II-m-A-18571.01)  | Situl medieval al Bisericii Catedrală "Sfinții Împărați Constantin și Elena" a Mitropoliei din București / ansamblu Catedrala Patriarhală "Sf. Împărați Constantin și Elena" (Categorie: structură de cult/religioasă) (Tip: Biserică)                   | municipiul București | Aleea Dealul Mitropoliei 21-25                                                     | 1654 - 1658                                     |            | 44°25′28″N 26°05′52″E / 44.424548°N 26.097894°E         | Încărcați imagine | Raportați eroare |
| 179132.99.01 (Cod LMI: B-II-m-A-18571.01)  | Situl medieval al Bisericii Catedrală "Sfinții Împărați Constantin și Elena" a Mitropoliei din București / ansamblu Catedrala Patriarhală "Sf. Împărați Constantin și Elena" / complex anonim (Categorie: structură de cult/religioasă) (Tip: mormânt)   | municipiul București | Aleea Dealul Mitropoliei 21-25                                                     | sf. sec. XVII- sf. sec. XIX                     |            | 44°25′28″N 26°05′52″E / 44.424548°N 26.097894°E         | Încărcați imagine | Raportați eroare |
| 179132.99.02 (Cod LMI: B-II-m-A-18571.02)  | Situl medieval al Bisericii Catedrală "Sfinții Împărați Constantin și Elena" a Mitropoliei din București / ansamblu anonim (Categorie: structură de cult/religioasă) (Tip: Turn clopotniță)                                                              | municipiul București | Aleea Dealul Mitropoliei 21-25                                                     | sec. XVIII                                      |            | 44°25′30″N 26°05′55″E / 44.424869°N 26.098645°E         | Încărcați imagine | Raportați eroare |
| 179132.99.03 (Cod LMI: B-II-m-A-18571.03)  | Situl medieval al Bisericii Catedrală "Sfinții Împărați Constantin și Elena" a Mitropoliei din București / ansamblu anonim (Categorie: structură de cult/religioasă) (Tip: Paraclis)                                                                     | municipiul București | Aleea Dealul Mitropoliei 21-25                                                     | sec. XVIII                                      |            | 44°25′28″N 26°05′49″E / 44.424448°N 26.097078°E         | Încărcați imagine | Raportați eroare |
| 179132.99.04                               | Situl medieval al Bisericii Catedrală "Sfinții Împărați Constantin și Elena" a Mitropoliei din București / ansamblu Catedrala Patriarhală "Sf. Împărați Constantin și Elena" (Categorie: structură de cult/religioasă) (Tip: biserică)                   | municipiul București | Aleea Dealul Mitropoliei 21-25                                                     | 1804?-1837                                      |            |                                                         | Încărcați imagine | Raportați eroare |
| 179132.106.01 (Cod LMI: B-II-m-A-19644.01) | Ansamblul Bisericii "Mihai Vodă" de la București / ansamblu Biserica "Mihai Vodă" (Categorie: structură de cult/religioasă) (Tip: Biserică) | municipiul București | Fosta str. Arhivelor 2                                                             | 1591                                            |            | 44°25′56″N 26°05′34″E / 44.432163°N 26.092647°E         | Încărcați imagine | Raportați eroare |
| 179132.106.02 (Cod LMI: B-II-m-A-19644.02) | Ansamblul Bisericii "Mihai Vodă" de la București / ansamblu anonim (Categorie: structură de cult/religioasă) (Tip: Turn-clopotniță) | municipiul București | Fosta str. Arhivelor 2                                                             | 1591                                            |            |                                                         | Încărcați imagine | Raportați eroare |
| 179132.106.03 (Cod LMI: B-II-a-A-19644)    | Ansamblul Bisericii "Mihai Vodă" de la București / ansamblu anonim (Categorie: structură de cult/religioasă) (Tip: așezare) | municipiul București | Fosta str. Arhivelor 2                                                             | getică sec. I Chr. - înc. sec. I p.Chr.         |            | 44°25′54″N 26°05′35″E / 44.4316666667°N 26.0930555556°E | Încărcați imagine | Raportați eroare |
| 179132.82.01                               | Locuințe de secol XX - Bd. Vasile Milea din București / ansamblu anonim (Categorie: construcție) (Tip: neprecizat) | municipiul București | Bd. Vasile Milea nr.3D, 5E, sector 6, punct Bd. Vasile Milea nr.3D, 5E, sector 6   |                                                 |            |                                                         | Încărcați imagine | Raportați eroare |
| 179132.124.01 (Cod LMI: B-I-m-A-17884.01)  | Situl arheologic din București - Giulești / ansamblu Ruinele mânăstirii Chiajna (Categorie: structură de cult/religioasă) (Tip: Mănăstire) | municipiul București | Giulești                                                                           | sec. XVIII                                      |            | 44°28′45″N 25°59′53″E / 44.4792277778°N 25.9980722222°E | Încărcați imagine | Raportați eroare |
| 179132.124.02 (Cod LMI: B-I-m-A-17884.02)  | Situl arheologic din București - Giulești / ansamblu anonim (Categorie: structură de cult/religioasă) (Tip: Așezare) | municipiul București | Giulești                                                                           | sec. XVIII                                      |            |                                                         | Încărcați imagine | Raportați eroare |
| 179132.124.03 (Cod LMI: B-I-m-A-17884.03)  | Situl arheologic din București - Giulești / ansamblu anonim (Categorie: structură de cult/religioasă) (Tip: Așezare) | municipiul București | Giulești                                                                           | sec. IX - XI                                    |            |                                                         | Încărcați imagine | Raportați eroare |
| 179132.124.04 (Cod LMI: B-I-m-A-17884.04)  | Situl arheologic din București - Giulești / ansamblu anonim (Categorie: structură de cult/religioasă) (Tip: Așezare) | municipiul București | Giulești                                                                           | sec. III - IV                                   |            |                                                         | Încărcați imagine | Raportați eroare |
| 179132.124.05 (Cod LMI: B-I-m-A-17884.05)  | Situl arheologic din București - Giulești / ansamblu anonim (Categorie: structură de cult/religioasă) (Tip: Așezare) | municipiul București | Giulești                                                                           | Tei                                             |            |                                                         | Încărcați imagine | Raportați eroare |
| 179132.124.06 (Cod LMI: B-I-m-A-17884.06)  | Situl arheologic din București - Giulești / ansamblu anonim (Categorie: structură de cult/religioasă) (Tip: Așezare) | municipiul București | Giulești                                                                           | Boian                                           |            |                                                         | Încărcați imagine | Raportați eroare |
| 179132.127 (Cod LMI: B-I-s-B-17891)        | Necropola mănăstirii Antim de la București / ansamblu Necropola Mănăstirii Antim (Categorie: descoperire funerară) (Tip: Necropolă) | municipiul București |                                                                                    | sec. XVIII                                      |            |                                                         | Încărcați imagine | Raportați eroare |
| 179132.126.01 (Cod LMI: B-II-s-A-17909)    | Centru istoric de la București / ansamblu anonim (Categorie: locuire civilă) (Tip: Așezare urbană) | municipiul București |                                                                                    | sec. XVI - XX                                   |            |                                                         | Încărcați imagine | Raportați eroare |
| 179132.77.01 (Cod LMI: B-II-m-A-18220.01)  | Biserica "Trei Ierarhi" din cadrul ansamblului "Colțea" de la București / ansamblu Biserica "Trei Ierarhi" - Colțea (Categorie: structură de cult/religioasă) (Tip: Biserică)                                                                            | municipiul București | Bd. Brătianu I. C. 1, sector 3, punct Spitalul Colțea                              | 1702                                            |            | 44°26′05″N 26°06′09″E / 44.434657°N 26.102555°E         | Încărcați imagine | Raportați eroare |
| 179132.77.02 (Cod LMI: B-II-m-A-18220.01)  | Biserica "Trei Ierarhi" din cadrul ansamblului "Colțea" de la București / ansamblu anonim (Categorie: structură de cult/religioasă) (Tip: necropola) | municipiul București | Bd. Brătianu I. C. 1, sector 3, punct Spitalul Colțea                              | sec.XVII-XIX                                    |            | 44°26′05″N 26°06′09″E / 44.434657°N 26.102555°E         | Încărcați imagine | Raportați eroare |
| 179132.131.01 (Cod LMI: B-II-m-A-18760)    | Ruinele Foișorului din București / ansamblu anonim (Categorie: construcție) (Tip: Turn) | municipiul București | Str. Foișorului 119, sector 3                                                      |                                                 |            |                                                         | Încărcați imagine | Raportați eroare |
| 179132.142.01 (Cod LMI: B-II-m-B-19695)    | Biserica "Sf. Ilie" - Rahova din București / ansamblu Biserica "Sf. Ilie" - Rahova (Categorie: structură de cult/religioasă) (Tip: Biserică) | municipiul București | Calea Rahovei nr.21                                                                | 1783                                            |            |                                                         | Încărcați imagine | Raportați eroare |
| 179132.142.02 (Cod LMI: B-II-m-B-19695)    | Biserica "Sf. Ilie" - Rahova din București / ansamblu anonim (Categorie: structură de cult/religioasă) (Tip: Biserică) | municipiul București | Calea Rahovei nr.21                                                                | sec. XVIII                                      |            |                                                         | Încărcați imagine | Raportați eroare |
| 179132.142.03 (Cod LMI: B-II-m-B-19695)    | Biserica "Sf. Ilie" - Rahova din București / ansamblu Cimitirul mahalalei Sfântul Ilie (Categorie: structură de cult/religioasă) (Tip: Cimitir) | municipiul București | Calea Rahovei nr.21                                                                | 1783-1802                                       |            |                                                         | Încărcați imagine | Raportați eroare |
| 179132.143 (Cod LMI: B-IV-m-B-20069)       | Crucea comisului Balea de la București (Categorie: descoperire funerară) (Tip: cruce) | municipiul București | Aleea Dealului Mitropoliei f. n.                                                   | 1584                                            |            |                                                         | Încărcați imagine | Raportați eroare |
| 179132.144 (Cod LMI: B-IV-m-B-20070)       | Crucea logofătului Stoica de la București (Categorie: descoperire funerară) (Tip: cruce) | municipiul București | Aleea Dealului Mitropoliei f. n.                                                   | 1617                                            |            |                                                         | Încărcați imagine | Raportați eroare |
| 179132.145 (Cod LMI: B-IV-m-B-20120)       | Cruce de piatră (Categorie: structură de cult/religioasă) (Tip: cruce) | municipiul București | Str. Țepeș Vodă 62-64                                                              | înc. sec. XVIII                                 |            |                                                         | Încărcați imagine | Raportați eroare |
| 179132.83.01                               | Mănăstirea Sf. Spiridon Vechi din București / ansamblu anonim (Categorie: construcție de cult) (Tip: biserică) | municipiul București | Piața Națiunii nr 2                                                                | 1658/1680 -1716                                 |            |                                                         | Încărcați imagine | Raportați eroare |
| 179132.83.02                               | Mănăstirea Sf. Spiridon Vechi din București / ansamblu anonim (Categorie: construcție de cult) (Tip: biserică) | municipiul București | Piața Națiunii nr 2                                                                | 1746-1748 (demolată în 1987)                    |            |                                                         | Încărcați imagine | Raportați eroare |
| 179132.83.03                               | Mănăstirea Sf. Spiridon Vechi din București / ansamblu anonim (Categorie: construcție de cult) (Tip: Cimitir) | municipiul București | Piața Națiunii nr 2                                                                | sec. XVII-XVIII                                 |            |                                                         | Încărcați imagine | Raportați eroare |
| 179132.83.04                               | Mănăstirea Sf. Spiridon Vechi din București / ansamblu anonim (Categorie: construcție de cult) (Tip: Cimitir) | municipiul București | Piața Națiunii nr 2                                                                | sec. XVIII-XIX(1856)                            |            |                                                         | Încărcați imagine | Raportați eroare |
| 179132.83.05                               | Mănăstirea Sf. Spiridon Vechi din București / ansamblu anonim (Categorie: construcție de cult) (Tip: Han) | municipiul București | Piața Națiunii nr 2                                                                | sec. XVIII-XIX (1856)                           |            |                                                         | Încărcați imagine | Raportați eroare |
| 179132.56.01                               | Situl arheologic de la București - fundațiile Teatrului Național / ansamblu anonim (Categorie: locuire) (Tip: Așezare) | municipiul București | Calea Victoriei, nr. 37 B, punct fundațiile Teatrului Național                     | sec. IV-VII                                     |            |                                                         | Încărcați imagine | Raportați eroare |
| 179132.56.02                               | Situl arheologic de la București - fundațiile Teatrului Național / ansamblu anonim (Categorie: locuire) (Tip: Așezare) | municipiul București | Calea Victoriei, nr. 37 B, punct fundațiile Teatrului Național                     | sec. XV-XVI                                     |            |                                                         | Încărcați imagine | Raportați eroare |
| 179132.56.03                               | Situl arheologic de la București - fundațiile Teatrului Național / ansamblu anonim (Categorie: locuire) (Tip: Așezare) | municipiul București | Calea Victoriei, nr. 37 B, punct fundațiile Teatrului Național                     | sec. XVIII-XIX                                  |            |                                                         | Încărcați imagine | Raportați eroare |
| 179132.56.04                               | Situl arheologic de la București - fundațiile Teatrului Național / ansamblu anonim (Categorie: locuire) (Tip: Teatru) | municipiul București | Calea Victoriei, nr. 37 B, punct fundațiile Teatrului Național                     |                                                 |            |                                                         | Încărcați imagine | Raportați eroare |
| 179132.62.01                               | Așezare din epoca medievală de la București - proprietatea Loteria Română / ansamblu anonim (Categorie: locuire) (Tip: Așezare) | municipiul București | Calea Victoriei, nr. 9 și str. Ilfov, nr. 5, punct proprietatea Loteria Română     | sec. XV-XVI                                     |            |                                                         | Încărcați imagine | Raportați eroare |
| 79132.132.01                               | Hanul "Sfântul Gheorghe Nou" de la București / ansamblu anonim (Categorie: locuire) (Tip: Han) | municipiul București | Str. Băniei                                                                        | sec. XVIII-XIX                                  |            |                                                         | Încărcați imagine | Raportați eroare |
| 179132.133.01                              | Situl arheologic de la București- Pasajul Francez / ansamblu anonim (Categorie: locuire) (Tip: așezare urbană) | municipiul București | Pasajul Francez                                                                    | sec. XIX                                        |            |                                                         | Încărcați imagine | Raportați eroare |
| 179132.133.02                              | Situl arheologic de la București- Pasajul Francez / ansamblu anonim (Categorie: locuire) (Tip: morminte) | municipiul București | Pasajul Francez                                                                    | sec. XVIII-XIX                                  |            |                                                         | Încărcați imagine | Raportați eroare |
| 179132.134.01                              | Situl arheologic de la București- Str. Gabroveni / ansamblu anonim (Categorie: locuire) (Tip: Așezare fortificată) | municipiul București | Str. Gabroveni, punct Strada Gabroveni                                             | sec. XVI                                        |            |                                                         | Încărcați imagine | Raportați eroare |
| 179132.134.02                              | Situl arheologic de la București- Str. Gabroveni / ansamblu Zidul de incintă al curții domnești (Categorie: locuire) (Tip: Zid de incintă) | municipiul București | Str. Gabroveni, punct Strada Gabroveni                                             | sec. XVII-XVIII                                 |            |                                                         | Încărcați imagine | Raportați eroare |
| 179132.71 (Cod LMI: B-II-m-A-18788)        | Hanul lui Manuc din București / ansamblu anonim (Categorie: construcție) (Tip: Han) | municipiul București | Str. Franceză 62 sector 3, punct Hanul lui Manuc                                   | 1808                                            |            | 44°25′46″N 26°06′09″E / 44.4293819444°N 26.102571°E     | Încărcați imagine | Raportați eroare |
| 179132.101.06                              | Situl arheologic de la București-Străulești-Lunca / ansamblu anonim (Categorie: locuire) (Tip: așezare) | municipiul București | Str. Drumul Piscu Scoarței, nr. 19, sect. 1, punct Străulești-Lunca                | sec. XVI-XVII                                   |            |                                                         | Încărcați imagine | Raportați eroare |
| 179132.101.01                              | Situl arheologic de la București-Străulești-Lunca / ansamblu anonim (Categorie: locuire) (Tip: Locuire) | municipiul București | Str. Drumul Piscu Scoarței, nr. 19, sect. 1, punct Străulești-Lunca                |                                                 |            |                                                         | Încărcați imagine | Raportați eroare |
| 179132.101.02                              | Situl arheologic de la București-Străulești-Lunca / ansamblu anonim (Categorie: locuire) (Tip: Locuire) | municipiul București | Str. Drumul Piscu Scoarței, nr. 19, sect. 1, punct Străulești-Lunca                |                                                 |            |                                                         | Încărcați imagine | Raportați eroare |
| 179132.101.03                              | Situl arheologic de la București-Străulești-Lunca / ansamblu anonim (Categorie: locuire) (Tip: Locuire) | municipiul București | Str. Drumul Piscu Scoarței, nr. 19, sect. 1, punct Străulești-Lunca                |                                                 |            |                                                         | Încărcați imagine | Raportați eroare |
| 179132.101.04                              | Situl arheologic de la București-Străulești-Lunca / ansamblu anonim (Categorie: locuire) (Tip: Locuire) | municipiul București | Str. Drumul Piscu Scoarței, nr. 19, sect. 1, punct Străulești-Lunca                |                                                 |            |                                                         | Încărcați imagine | Raportați eroare |
| 179132.101.05                              | Situl arheologic de la București-Străulești-Lunca / ansamblu anonim (Categorie: locuire) (Tip: Locuire) | municipiul București | Str. Drumul Piscu Scoarței, nr. 19, sect. 1, punct Străulești-Lunca                | sec. X-XI                                       |            |                                                         | Încărcați imagine | Raportați eroare |
| 179132.09.01                               | Biserica Sfântul Ioan Nou (Sfântul Ioan Botezătorul) din București / ansamblu anonim (Categorie: construcție cult) (Tip: Biserică) | municipiul București | Bulevardul I. C. Brătianu 39,                                                      | 1756                                            |            |                                                         | Încărcați imagine | Raportați eroare |
| 179132.09.02                               | Biserica Sfântul Ioan Nou (Sfântul Ioan Botezătorul) din București / ansamblu anonim (Categorie: construcție cult) (Tip: Biserică) | municipiul București | Bulevardul I. C. Brătianu 39,                                                      | 1918                                            |            |                                                         | Încărcați imagine | Raportați eroare |
| 179132.09.03                               | Biserica Sfântul Ioan Nou (Sfântul Ioan Botezătorul) din București / ansamblu Biserica Sfântul Ioan Nou (Categorie: construcție cult) (Tip: Biserică) | municipiul București | Bulevardul I. C. Brătianu 39,                                                      | 1934-1936                                       |            |                                                         | Încărcați imagine | Raportați eroare |
| 179132.09.04                               | Biserica Sfântul Ioan Nou (Sfântul Ioan Botezătorul) din București / ansamblu anonim (Categorie: construcție cult) (Tip: necropola) | municipiul București | Bulevardul I. C. Brătianu 39,                                                      | 1756-1918                                       |            |                                                         | Încărcați imagine | Raportați eroare |
| 179132.79.01                               | Situl arheologic urban de la București-Pasajul Marchitanilor / ansamblu anonim (Categorie: locuire) (Tip: așezare) | municipiul București | Pasajul Marchitanilor                                                              | sec. XVIII-XX                                   |            |                                                         | Încărcați imagine | Raportați eroare |
| 179132.96.01                               | Așezare urbană de la București-Str. Băcani / ansamblu anonim (Categorie: locuire) (Tip: Clădire) | municipiul București | Str. Băcani 2                                                                      | sec. XIX                                        |            |                                                         | Încărcați imagine | Raportați eroare |
| 179132.97                                  | Fundațiile Hotelului Victoria (Hotel de France) din București / ansamblu Hotel Victoria (Categorie: construcție) (Tip: constructie) | municipiul București | Str. Calea Victoriei 15, punct Hanul Damaris                                       | sec XIX                                         |            |                                                         | Încărcați imagine | Raportați eroare |
| 179132.92.01                               | Fundațiile Hanului Bisericii Sf. Ion cel Mare din București / ansamblu Hanul Bisericii Sf. Ion cel Mare (Categorie: construcție) (Tip: constructie) | municipiul București | Str. Mihai Vodă                                                                    | sec. XVIII-1871                                 |            |                                                         | Încărcați imagine | Raportați eroare |
| 179132.88.01                               | Necropola din epoca modernă din București-cartier Grozăvești-Biserica Căldărenii Vechi / ansamblu anonim (Categorie: descoperire funerară) (Tip: necropola)                                                                                              | municipiul București | cartier Grozăvești-Biserica Căldărenii Vechi                                       | sec. XIX                                        |            |                                                         | Încărcați imagine | Raportați eroare |
| 179132.148.01                              | Situl arheologic de la București-Băneasa Lac / ansamblu anonim (Categorie: locuire) (Tip: Locuire) | municipiul București | str. Gârlei nr. 1C și 1E, sector 1, punct Băneasa Lac                              | getică sec. II î. Hr. - I p. Chr.               |            |                                                         | Încărcați imagine | Raportați eroare |
| 179132.148.02                              | Situl arheologic de la București-Băneasa Lac / ansamblu anonim (Categorie: locuire) (Tip: așezare) | municipiul București | str. Gârlei nr. 1C și 1E, sector 1, punct Băneasa Lac                              | sec. Vi-VII                                     |            |                                                         | Încărcați imagine | Raportați eroare |
| 179132.148.03                              | Situl arheologic de la București-Băneasa Lac / ansamblu anonim (Categorie: locuire) (Tip: așezare) | municipiul București | str. Gârlei nr. 1C și 1E, sector 1, punct Băneasa Lac                              | sec. XVII-XVIII-XIX                             |            |                                                         | Încărcați imagine | Raportați eroare |
| 179132.110.01                              | Ruinele hanul Șerban Vodă din București-Banca Națională a României / ansamblu Hanul Șerban Vodă (Categorie: construcție) (Tip: Han) | municipiul București | Str. Str. Lipscani și Str. Eugeniu Carada, punct Banca Națională a României        | 1685-1883                                       |            |                                                         | Încărcați imagine | Raportați eroare |
| 179132.73.01                               | Ruinele caselor din secolul XVIII-XIX de la București-strada Zarafi / ansamblu anonim (Categorie: locuire) (Tip: Casă) | municipiul București | Str. Zarafi, punct Str. Zarafi                                                     |                                                 |            |                                                         | Încărcați imagine | Raportați eroare |
| 179132.74.01                               | Situl arheologic al străzii Franceze (Ulița Ișlicarilor) din București-Strada Franceză / ansamblu anonim (Categorie: locuire) (Tip: Locuire) | municipiul București | Strada Franceză                                                                    | Ciurel                                          |            |                                                         | Încărcați imagine | Raportați eroare |
| 179132.74.02                               | Situl arheologic al străzii Franceze (Ulița Ișlicarilor) din București-Strada Franceză / ansamblu anonim (Categorie: locuire) (Tip: Locuire) | municipiul București | Strada Franceză                                                                    | Dridu sec. VI-VII                               |            |                                                         | Încărcați imagine | Raportați eroare |
| 179132.74.03                               | Situl arheologic al străzii Franceze (Ulița Ișlicarilor) din București-Strada Franceză / ansamblu Uliței Ișlicarilor (Categorie: locuire) (Tip: stradă)                                                                                                  | municipiul București | Strada Franceză                                                                    | sec. XVIII                                      |            |                                                         | Încărcați imagine | Raportați eroare |
| 179132.74.04                               | Situl arheologic al străzii Franceze (Ulița Ișlicarilor) din București-Strada Franceză / ansamblu Strada Franceză (Categorie: locuire) (Tip: stradă) | municipiul București | Strada Franceză                                                                    | sec. XIX                                        |            |                                                         | Încărcați imagine | Raportați eroare |
| 179132.74.05                               | Situl arheologic al străzii Franceze (Ulița Ișlicarilor) din București-Strada Franceză / ansamblu Hanul Constantin Vodă (Categorie: locuire) (Tip: Han)                                                                                                  | municipiul București | Strada Franceză                                                                    | sec. XVIII                                      |            |                                                         | Încărcați imagine | Raportați eroare |
| 179132.147.01 (Cod LMI: B-II-m-B-19028)    | Ruinele unor imobile din secolele XVII-XIX de la București-Str Lipscani 32 / ansamblu anonim (Categorie: locuire) (Tip: constructie) | municipiul București | str. Lipscani nr. 32, punct Centrul Istoric - str. Lipscani nr. 32                 | sec. XVII-XVIII                                 |            |                                                         | Încărcați imagine | Raportați eroare |
| 179132.147.02 (Cod LMI: B-II-m-B-19028)    | Ruinele unor imobile din secolele XVII-XIX de la București-Str Lipscani 32 / ansamblu anonim (Categorie: locuire) (Tip: constructie) | municipiul București | str. Lipscani nr. 32, punct Centrul Istoric - str. Lipscani nr. 32                 | sec. XIX                                        |            |                                                         | Încărcați imagine | Raportați eroare |
| 179132.151.01 (Cod LMI: B-II-m-B-19029)    | Ruinele unor imobile din secolele XVII-XIX de la București-Str Lipscani 34 / ansamblu anonim (Categorie: locuire) (Tip: constructie) | municipiul București | str. Lipscani nr. 34, punct Centrul Istoric - str. Lipscani nr. 34                 | sec. XVII-XVIII                                 |            |                                                         | Încărcați imagine | Raportați eroare |
| 179132.151.02 (Cod LMI: B-II-m-B-19029)    | Ruinele unor imobile din secolele XVII-XIX de la București-Str Lipscani 34 / ansamblu anonim (Categorie: locuire) (Tip: constructie) | municipiul București | str. Lipscani nr. 34, punct Centrul Istoric - str. Lipscani nr. 34                 | sec. XIX                                        |            |                                                         | Încărcați imagine | Raportați eroare |
| 179132.149.01                              | Situl arheologic de la București (Hanul Zlătari) - Str. Lipscani la interecția cu Calea Victoriei / ansamblu Hanul Zlătarilor (Categorie: locuire) (Tip: Clădire)                                                                                        | municipiul București | Str. Lipscani, punct Str. Lipscani la interecția cu Calea Victoriei                | înc. Sec. XVIII-1903                            |            |                                                         | Încărcați imagine | Raportați eroare |
| 179132.149.02                              | Situl arheologic de la București (Hanul Zlătari) - Str. Lipscani la interecția cu Calea Victoriei / ansamblu anonim (Categorie: locuire) (Tip: Casă) | municipiul București | Str. Lipscani, punct Str. Lipscani la interecția cu Calea Victoriei                | sec. XVII                                       |            |                                                         | Încărcați imagine | Raportați eroare |
| 179132.149.03                              | Situl arheologic de la București (Hanul Zlătari) - Str. Lipscani la interecția cu Calea Victoriei / ansamblu anonim (Categorie: locuire) (Tip: Casă) | municipiul București | Str. Lipscani, punct Str. Lipscani la interecția cu Calea Victoriei                | sec. XIX                                        |            |                                                         | Încărcați imagine | Raportați eroare |
| 179132.150.01                              | Situl arheologic de la București (Hanul Greci) - Str. Lipscani între str. Eugeniu Carada și str. Smârdan / ansamblu Hanul Greci (Categorie: locuire) (Tip: constructie)                                                                                  | municipiul București | Str. Lipscani 18-20, punct Str. Lipscani între str. Eugeniu Carada și str. Smârdan | încep. sec al XVIII-lea - 1863                  |            |                                                         | Încărcați imagine | Raportați eroare |
| 179132.150.02                              | Situl arheologic de la București (Hanul Greci) - Str. Lipscani între str. Eugeniu Carada și str. Smârdan / ansamblu Biserica Grecilor sau Biserica lui Ghiorma cu hramul Nașterea lui Cristos (Categorie: locuire) (Tip: Biserică)                       | municipiul București | Str. Lipscani 18-20, punct Str. Lipscani între str. Eugeniu Carada și str. Smârdan | 1560/1564-1565                                  |            |                                                         | Încărcați imagine | Raportați eroare |
| 179132.150.03                              | Situl arheologic de la București (Hanul Greci) - Str. Lipscani între str. Eugeniu Carada și str. Smârdan / ansamblu Cimitirul mahalalei bisericii lui Ghiorma (Categorie: locuire) (Tip: Cimitir)                                                        | municipiul București | Str. Lipscani 18-20, punct Str. Lipscani între str. Eugeniu Carada și str. Smârdan | sf. sec. XVI - sec. XVII                        |            |                                                         | Încărcați imagine | Raportați eroare |
| 179132.150.04                              | Situl arheologic de la București (Hanul Greci) - Str. Lipscani între str. Eugeniu Carada și str. Smârdan / ansamblu Uliâa Ulița Mare (Str. Lipscani) (Categorie: locuire) (Tip: stradă)                                                                  | municipiul București | Str. Lipscani 18-20, punct Str. Lipscani între str. Eugeniu Carada și str. Smârdan |                                                 |            |                                                         | Încărcați imagine | Raportați eroare |
| 179132.150.05                              | Situl arheologic de la București (Hanul Greci) - Str. Lipscani între str. Eugeniu Carada și str. Smârdan / ansamblu anonim (Categorie: locuire) (Tip: constructie)                                                                                       | municipiul București | Str. Lipscani 18-20, punct Str. Lipscani între str. Eugeniu Carada și str. Smârdan | sec. XVI                                        |            |                                                         | Încărcați imagine | Raportați eroare |
| 179132.100.01                              | Așezare medieval târzie de la București-Shell România SRL / ansamblu anonim (Categorie: locuire) (Tip: așezare) | municipiul București | Intersecția bul. Corneliu Coposu cu Matei Basarab, punct Shell România SRL         | sec. XVI-XIX                                    |            |                                                         | Încărcați imagine | Raportați eroare |
| 179132.01.01 (Cod LMI: B-I-s-B-17858)      | Așezarea din epoca migrațiilor de la București - "Depozitul I.L.F." / ansamblu anonim (Categorie: locuire civilă) (Tip: Așezare) | municipiul București | Depozitul I.L.F.                                                                   | sec. VI - VII p. Chr.                           |            | 44°26′51″N 26°01′41″E / 44.4475°N 26.02806°E            | Încărcați imagine | Raportați eroare |
| 179132.02.01 (Cod LMI: B-I-s-B-17859)      | Așezarea din epoca migrațiilor de la București - lacul Străulești / ansamblu anonim (Categorie: locuire civilă) (Tip: Așezare) | municipiul București | lacul Străulești                                                                   | sec. VI - VII p. Chr.                           |            |                                                         | Încărcați imagine | Raportați eroare |
| 179132.03.01 (Cod LMI: B-I-s-B-17860)      | Așezarea de epoca migrațiilor de la București - Chitila - "Livada" / ansamblu anonim (Categorie: locuire civilă) (Tip: Așezare) | municipiul București | Livada (AGROCOOP)                                                                  | sec. VI-VII p.Chr.                              |            |                                                         | Încărcați imagine | Raportați eroare |
| 179132.04.01 (Cod LMI: B-I-m-B-17861.02)   | Situl arheologic de la București - "Străulești pod" / ansamblu anonim (Categorie: locuire civilă) (Tip: Așezare) | municipiul București | Străulești pod                                                                     | daco-romană sec. II - IV p. Chr.                |            |                                                         | Încărcați imagine | Raportați eroare |
| 179132.04.02 (Cod LMI: B-I-m-B-17861.01)   | Situl arheologic de la București - "Străulești pod" / ansamblu anonim (Categorie: locuire civilă) (Tip: Așezare) | municipiul București | Străulești pod                                                                     | sec. VI - VII p. Chr.                           |            |                                                         | Încărcați imagine | Raportați eroare |
| 179132.60.01 (Cod LMI: B-I-m-A-17862.08)   | Situl arheologic de la București - "Străulești - Măicănești" / ansamblu anonim (Categorie: locuire) (Tip: Așezare) | municipiul București | șos.Gh.Ionescu-Șișești (fostă Străulești), punct Străulești Măicănești             | Glina III - III ?                               | 1960       | 44°30′00″N 26°01′52″E / 44.5°N 26.03111°E               | Încărcați imagine | Raportați eroare |
| 179132.60.02 (Cod LMI: B-I-m-A-17862.06)   | Situl arheologic de la București - "Străulești - Măicănești" / ansamblu anonim (Categorie: locuire) (Tip: Așezare) | municipiul București | șos.Gh.Ionescu-Șișești (fostă Străulești), punct Străulești Măicănești             | sec. II - IV                                    | 1960       | 44°30′00″N 26°01′52″E / 44.5°N 26.03111°E               | Încărcați imagine | Raportați eroare |
| 179132.60.03 (Cod LMI: B-I-m-A-17862.05)   | Situl arheologic de la București - "Străulești - Măicănești" / ansamblu anonim (Categorie: locuire) (Tip: Așezare) | municipiul București | șos.Gh.Ionescu-Șișești (fostă Străulești), punct Străulești Măicănești             | sec. VI - VII                                   | 1960       | 44°30′00″N 26°01′52″E / 44.5°N 26.03111°E               | Încărcați imagine | Raportați eroare |
| 179132.60.04 (Cod LMI: B-I-m-A-17862.04)   | Situl arheologic de la București - "Străulești - Măicănești" / ansamblu anonim (Categorie: locuire) (Tip: Așezare) | municipiul București | șos.Gh.Ionescu-Șișești (fostă Străulești), punct Străulești Măicănești             | sec. X-XI                                       | 1960       | 44°30′00″N 26°01′52″E / 44.5°N 26.03111°E               | Încărcați imagine | Raportați eroare |
| 179132.60.05 (Cod LMI: B-I-m-A-17862.03)   | Situl arheologic de la București - "Străulești - Măicănești" / ansamblu satul Măicănești (Categorie: locuire) (Tip: Așezare rurală) | municipiul București | șos.Gh.Ionescu-Șișești (fostă Străulești), punct Străulești Măicănești             | sec. XIV - XVI                                  | 1960       | 44°30′00″N 26°01′52″E / 44.5°N 26.03111°E               | Încărcați imagine | Raportați eroare |
| 179132.60.06 (Cod LMI: B-I-m-A-17862.02)   | Situl arheologic de la București - "Străulești - Măicănești" / ansamblu Necropola nr. 2 (Categorie: locuire) (Tip: Necropolă) | municipiul București | șos.Gh.Ionescu-Șișești (fostă Străulești), punct Străulești Măicănești             | sec. XV-XVI                                     | 1960       | 44°30′00″N 26°01′52″E / 44.5°N 26.03111°E               | Încărcați imagine | Raportați eroare |
| 179132.60.07 (Cod LMI: B-I-m-A-17862.08)   | Situl arheologic de la București - "Străulești - Măicănești" / ansamblu anonim (Categorie: locuire) (Tip: Așezare) | municipiul București | șos.Gh.Ionescu-Șișești (fostă Străulești), punct Străulești Măicănești             | Tei                                             | 1960       | 44°30′00″N 26°01′52″E / 44.5°N 26.03111°E               | Încărcați imagine | Raportați eroare |
| 179132.60.08 (Cod LMI: B-I-s-A-17862)      | Situl arheologic de la București - "Străulești - Măicănești" / ansamblu anonim (Categorie: locuire) (Tip: așezare) | municipiul București | șos.Gh.Ionescu-Șișești (fostă Străulești), punct Străulești Măicănești             |                                                 | 1960       | 44°30′00″N 26°01′52″E / 44.5°N 26.03111°E               | Încărcați imagine | Raportați eroare |
| 179132.06.01 (Cod LMI: B-I-s-B-17863)      | Așezarea din epoca medievală timpurie de la București - "Vatra Nouă" / ansamblu anonim (Categorie: locuire civilă) (Tip: Așezare) | municipiul București | Vatra Nouă                                                                         | sec. IX - XI                                    |            |                                                         | Încărcați imagine | Raportați eroare |
| 179132.07.01 (Cod LMI: B-I-m-B-17864.03)   | Situl arheologic de la București - Băneasa - La stejar / ansamblu anonim (Categorie: locuire civilă) (Tip: Așezare) | municipiul București | Băneasa - La stejar                                                                | Tei                                             |            |                                                         | Încărcați imagine | Raportați eroare |
| 179132.07.02 (Cod LMI: B-I-m-B-17864.02)   | Situl arheologic de la București - Băneasa - La stejar / ansamblu anonim (Categorie: locuire civilă) (Tip: Așezare) | municipiul București | Băneasa - La stejar                                                                |                                                 |            |                                                         | Încărcați imagine | Raportați eroare |
| 179132.07.03 (Cod LMI: B-I-m-B-17864.01)   | Situl arheologic de la București - Băneasa - La stejar / ansamblu anonim (Categorie: locuire civilă) (Tip: Așezare) | municipiul București | Băneasa - La stejar                                                                | sec. VI - VII                                   |            |                                                         | Încărcați imagine | Raportați eroare |
| 179132.07.04 (Cod LMI: B-I-s-B-17864)      | Situl arheologic de la București - Băneasa - La stejar / ansamblu anonim (Categorie: locuire civilă) (Tip: Așezare) | municipiul București | Băneasa - La stejar                                                                | Dridu sec. X                                    |            |                                                         | Încărcați imagine | Raportați eroare |
| 179132.07.05 (Cod LMI: B-I-s-B-17864)      | Situl arheologic de la București - Băneasa - La stejar / ansamblu anonim (Categorie: locuire civilă) (Tip: Așezare) | municipiul București | Băneasa - La stejar                                                                | getică sec. II-I a.Ch.                          |            |                                                         | Încărcați imagine | Raportați eroare |
| 179132.08.01 (Cod LMI: B-I-m-B-17865.03)   | Situl arheologic de la București - "Ștrand" / ansamblu anonim (Categorie: locuire civilă) (Tip: Așezare) | municipiul București | Ștrand                                                                             |                                                 |            |                                                         | Încărcați imagine | Raportați eroare |
| 179132.08.02 (Cod LMI: B-I-m-B-17865.02)   | Situl arheologic de la București - "Ștrand" / ansamblu anonim (Categorie: locuire civilă) (Tip: Așezare) | municipiul București | Ștrand                                                                             | getică                                          |            |                                                         | Încărcați imagine | Raportați eroare |
| 179132.08.03 (Cod LMI: B-I-m-B-17865.01)   | Situl arheologic de la București - "Ștrand" / ansamblu anonim (Categorie: locuire civilă) (Tip: Așezare) | municipiul București | Ștrand                                                                             | sec. XIV - XV                                   |            |                                                         | Încărcați imagine | Raportați eroare |
| 179132.58.04 (Cod LMI: B-I-m-B-17866.03)   | Situl arheologic de la București - "Dămăroaia" / ansamblu anonim (Categorie: locuire civilă) (Tip: Așezare) | municipiul București | cartier Dămăroaia                                                                  | geto-dacică sec. II - I a. Chr.                 |            |                                                         | Încărcați imagine | Raportați eroare |
| 179132.58.05 (Cod LMI: B-I-m-B-17866.02)   | Situl arheologic de la București - "Dămăroaia" / ansamblu anonim (Categorie: locuire civilă) (Tip: Așezare) | municipiul București | cartier Dămăroaia                                                                  | sec. VI-VII                                     |            |                                                         | Încărcați imagine | Raportați eroare |
| 179132.58.07 (Cod LMI: B-I-m-B-17866.01)   | Situl arheologic de la București - "Dămăroaia" / ansamblu anonim (Categorie: locuire civilă) (Tip: Așezare) | municipiul București | cartier Dămăroaia                                                                  | sec. XVIII                                      |            |                                                         | Încărcați imagine | Raportați eroare |
| 179132.58.02 (Cod LMI: B-I-s-B-17866)      | Situl arheologic de la București - "Dămăroaia" / ansamblu anonim (Categorie: locuire civilă) (Tip: Așezare) | municipiul București | cartier Dămăroaia                                                                  | Glina/Tei                                       |            |                                                         | Încărcați imagine | Raportați eroare |
| 179132.58.01 (Cod LMI: B-I-s-B-17866)      | Situl arheologic de la București - "Dămăroaia" / ansamblu anonim (Categorie: locuire civilă) (Tip: Așezare) | municipiul București | cartier Dămăroaia                                                                  | Boian                                           |            |                                                         | Încărcați imagine | Raportați eroare |
| 179132.58.03 (Cod LMI: B-I-s-B-17866)      | Situl arheologic de la București - "Dămăroaia" / ansamblu anonim (Categorie: locuire civilă) (Tip: așezare) | municipiul București | cartier Dămăroaia                                                                  |                                                 |            |                                                         | Încărcați imagine | Raportați eroare |
| 179132.58.06 (Cod LMI: B-I-s-B-17866)      | Situl arheologic de la București - "Dămăroaia" / ansamblu anonim (Categorie: locuire civilă) (Tip: așezare) | municipiul București | cartier Dămăroaia                                                                  | sec. X-XI                                       |            |                                                         | Încărcați imagine | Raportați eroare |
| 179132.10.01 (Cod LMI: B-I-m-B-17867.02)   | Situl arheologic de la București - "Dămăroaia pod" / ansamblu anonim (Categorie: locuire civilă) (Tip: Așezare) | municipiul București | aleea Scroviștea, nr. 50-60, punct Dămăroaia pod                                   |                                                 |            |                                                         | Încărcați imagine | Raportați eroare |
| 179132.10.02 (Cod LMI: B-I-m-B-17867.01)   | Situl arheologic de la București - "Dămăroaia pod" / ansamblu anonim (Categorie: locuire civilă) (Tip: Așezare) | municipiul București | aleea Scroviștea, nr. 50-60, punct Dămăroaia pod                                   | getică                                          |            |                                                         | Încărcați imagine | Raportați eroare |
| 179132.10.03 (Cod LMI: B-I-s-B-17867)      | Situl arheologic de la București - "Dămăroaia pod" / ansamblu anonim (Categorie: locuire civilă) (Tip: Așezare) | municipiul București | aleea Scroviștea, nr. 50-60, punct Dămăroaia pod                                   | sec.VI-VII                                      |            |                                                         | Încărcați imagine | Raportați eroare |
| 179132.11.01 (Cod LMI: B-I-s-B-17868)      | Situl arheologic de la București - "Băneasa" / ansamblu anonim (Categorie: locuire civilă) (Tip: Așezare) | municipiul București | Băneasa sat                                                                        | sec. IX - XI                                    |            |                                                         | Încărcați imagine | Raportați eroare |
| 179132.11.02 (Cod LMI: B-I-s-B-17868)      | Situl arheologic de la București - "Băneasa" / ansamblu anonim (Categorie: locuire civilă) (Tip: Așezare) | municipiul București | Băneasa sat                                                                        | Tei                                             |            |                                                         | Încărcați imagine | Raportați eroare |
| 179132.12.01 (Cod LMI: B-I-m-B-17869.05)   | Situl arheologic de la București - "Băneasa Lac" / ansamblu anonim (Categorie: locuire civilă) (Tip: Locuire) | municipiul București | str. Bujorului, 35-37 B, Str. Străulești 102-104, punct Băneasa Lac                |                                                 | 2005       | 44°29′36″N 26°04′18″E / 44.49333°N 26.07167°E           | Încărcați imagine | Raportați eroare |
| 179132.12.02 (Cod LMI: B-I-m-B-17869.04)   | Situl arheologic de la București - "Băneasa Lac" / ansamblu anonim (Categorie: locuire civilă) (Tip: Așezare) | municipiul București | str. Bujorului, 35-37 B, Str. Străulești 102-104, punct Băneasa Lac                | Glina                                           | 2005       | 44°29′36″N 26°04′18″E / 44.49333°N 26.07167°E           | Încărcați imagine | Raportați eroare |
| 179132.12.03 (Cod LMI: B-I-m-B-17869.03)   | Situl arheologic de la București - "Băneasa Lac" / ansamblu anonim (Categorie: locuire civilă) (Tip: Așezare) | municipiul București | str. Bujorului, 35-37 B, Str. Străulești 102-104, punct Băneasa Lac                | sec. III - IV                                   | 2005       | 44°29′36″N 26°04′18″E / 44.49333°N 26.07167°E           | Încărcați imagine | Raportați eroare |
| 179132.12.04 (Cod LMI: B-I-m-B-17869.02)   | Situl arheologic de la București - "Băneasa Lac" / ansamblu anonim (Categorie: locuire civilă) (Tip: Așezare) | municipiul București | str. Bujorului, 35-37 B, Str. Străulești 102-104, punct Băneasa Lac                | sec. VI - VII                                   | 2005       | 44°29′36″N 26°04′18″E / 44.49333°N 26.07167°E           | Încărcați imagine | Raportați eroare |
| 179132.12.05 (Cod LMI: B-I-m-B-17869.01)   | Situl arheologic de la București - "Băneasa Lac" / ansamblu anonim (Categorie: locuire civilă) (Tip: Așezare) | municipiul București | str. Bujorului, 35-37 B, Str. Străulești 102-104, punct Băneasa Lac                | sec. IX - XI                                    | 2005       | 44°29′36″N 26°04′18″E / 44.49333°N 26.07167°E           | Încărcați imagine | Raportați eroare |
| 179132.12.06 (Cod LMI: B-I-s-B-17869)      | Situl arheologic de la București - "Băneasa Lac" / ansamblu anonim (Categorie: locuire civilă) (Tip: Așezare) | municipiul București | str. Bujorului, 35-37 B, Str. Străulești 102-104, punct Băneasa Lac                | Boian                                           | 2005       | 44°29′36″N 26°04′18″E / 44.49333°N 26.07167°E           | Încărcați imagine | Raportați eroare |
| 179132.12.07 (Cod LMI: B-I-s-B-17869)      | Situl arheologic de la București - "Băneasa Lac" / ansamblu anonim (Categorie: locuire civilă) (Tip: așezare) | municipiul București | str. Bujorului, 35-37 B, Str. Străulești 102-104, punct Băneasa Lac                |                                                 | 2005       | 44°29′36″N 26°04′18″E / 44.49333°N 26.07167°E           | Încărcați imagine | Raportați eroare |
| 179132.13.01 (Cod LMI: B-I-m-B-17870.02)   | Situl arheologic de la București - "Băneasa" / ansamblu anonim (Categorie: locuire civilă) (Tip: Așezare) | municipiul București | Băneasa                                                                            | geto-dacică                                     |            |                                                         | Încărcați imagine | Raportați eroare |
| 179132.13.02 (Cod LMI: B-I-m-B-17870.01)   | Situl arheologic de la București - "Băneasa" / ansamblu anonim (Categorie: locuire civilă) (Tip: Așezare) | municipiul București | Băneasa                                                                            | sec. VI p. Chr.                                 |            |                                                         | Încărcați imagine | Raportați eroare |
| 179132.13.03 (Cod LMI: B-I-s-B-17870)      | Situl arheologic de la București - "Băneasa" / ansamblu anonim (Categorie: locuire civilă) (Tip: Așezare) | municipiul București | Băneasa                                                                            | Glina                                           |            |                                                         | Încărcați imagine | Raportați eroare |
| 179132.16.01 (Cod LMI: B-I-m-B-17873.02)   | Situl arheologic de la București - "Pepiniera Nordului" / ansamblu anonim (Categorie: locuire civilă) (Tip: Așezare) | municipiul București | Pepiniera Nordului                                                                 |                                                 |            |                                                         | Încărcați imagine | Raportați eroare |
| 179132.16.02 (Cod LMI: B-I-m-B-17873.01)   | Situl arheologic de la București - "Pepiniera Nordului" / ansamblu anonim (Categorie: locuire civilă) (Tip: Așezare) | municipiul București | Pepiniera Nordului                                                                 | geto-dacică                                     |            |                                                         | Încărcați imagine | Raportați eroare |
| 179132.17.01 (Cod LMI: B-I-s-B-17874)      | Așezarea paleolitică de la București - "parcul Herăstrău" / ansamblu anonim (Categorie: locuire civilă) (Tip: Locuire) | municipiul București | Parc Herăstrău                                                                     |                                                 |            |                                                         | Încărcați imagine | Raportați eroare |
| 179132.18.01 (Cod LMI: B-I-m-B-17875.02)   | Situl arheologic de la București - "Bordei" / ansamblu anonim (Categorie: locuire civilă) (Tip: Așezare) | municipiul București | Bordei                                                                             |                                                 |            |                                                         | Încărcați imagine | Raportați eroare |
| 179132.18.02 (Cod LMI: B-I-m-B-17875.01)   | Situl arheologic de la București - "Bordei" / ansamblu anonim (Categorie: locuire civilă) (Tip: Așezare) | municipiul București | Bordei                                                                             | sec. VI p. Chr.                                 |            |                                                         | Încărcați imagine | Raportați eroare |
| 179132.19.01 (Cod LMI: B-I-m-B-17876.06)   | Situl arheologic de la București - "Debarcader-Lacul Tei" / ansamblu anonim (Categorie: locuire) (Tip: Așezare) | municipiul București | Debarcader-Lacul Tei                                                               | Tei                                             |            |                                                         | Încărcați imagine | Raportați eroare |
| 179132.19.02 (Cod LMI: B-I-m-B-17876.05)   | Situl arheologic de la București - "Debarcader-Lacul Tei" / ansamblu anonim (Categorie: locuire) (Tip: Așezare) | municipiul București | Debarcader-Lacul Tei                                                               | geto-dacică                                     |            |                                                         | Încărcați imagine | Raportați eroare |
| 179132.19.03 (Cod LMI: B-I-m-B-17876.02)   | Situl arheologic de la București - "Debarcader-Lacul Tei" / ansamblu anonim (Categorie: locuire) (Tip: Necropolă) | municipiul București | Debarcader-Lacul Tei                                                               | geto-dacică sec. II - I a. Chr.                 |            |                                                         | Încărcați imagine | Raportați eroare |
| 179132.19.04 (Cod LMI: B-I-m-B-17876.04)   | Situl arheologic de la București - "Debarcader-Lacul Tei" / ansamblu anonim (Categorie: locuire) (Tip: Așezare) | municipiul București | Debarcader-Lacul Tei                                                               | sec. II - IV p. Chr.                            |            |                                                         | Încărcați imagine | Raportați eroare |
| 179132.19.05 (Cod LMI: B-I-m-B-17876.01)   | Situl arheologic de la București - "Debarcader-Lacul Tei" / ansamblu anonim (Categorie: locuire) (Tip: Necropolă) | municipiul București | Debarcader-Lacul Tei                                                               | sec. III                                        |            |                                                         | Încărcați imagine | Raportați eroare |
| 179132.19.06 (Cod LMI: B-I-m-B-17876.03)   | Situl arheologic de la București - "Debarcader-Lacul Tei" / ansamblu anonim (Categorie: locuire) (Tip: Așezare) | municipiul București | Debarcader-Lacul Tei                                                               | sec. VI                                         |            |                                                         | Încărcați imagine | Raportați eroare |
| 179132.20.01 (Cod LMI: B-I-s-B-17877)      | Așezarea din epoca bronzului de la București - "Pepiniere Toboc" / ansamblu anonim (Categorie: locuire civilă) (Tip: Așezare) | municipiul București | Pepiniere Toboc                                                                    |                                                 |            |                                                         | Încărcați imagine | Raportați eroare |
| 179132.21.01 (Cod LMI: B-I-m-B-17878.05)   | Situl arheologic de la București - "Pipera" / ansamblu anonim (Categorie: locuire civilă) (Tip: Așezare) | municipiul București | Pipera                                                                             |                                                 |            |                                                         | Încărcați imagine | Raportați eroare |
| 179132.21.02 (Cod LMI: B-I-m-B-17878.04)   | Situl arheologic de la București - "Pipera" / ansamblu anonim (Categorie: locuire civilă) (Tip: Așezare) | municipiul București | Pipera                                                                             |                                                 |            |                                                         | Încărcați imagine | Raportați eroare |
| 179132.21.03 (Cod LMI: B-I-m-B-17878.03)   | Situl arheologic de la București - "Pipera" / ansamblu anonim (Categorie: locuire civilă) (Tip: Așezare) | municipiul București | Pipera                                                                             | geto-dacică                                     |            |                                                         | Încărcați imagine | Raportați eroare |
| 179132.21.04 (Cod LMI: B-I-m-B-17878.02)   | Situl arheologic de la București - "Pipera" / ansamblu anonim (Categorie: locuire civilă) (Tip: Așezare) | municipiul București | Pipera                                                                             | sec. IV                                         |            |                                                         | Încărcați imagine | Raportați eroare |
| 179132.21.05 (Cod LMI: B-I-m-B-17878.01)   | Situl arheologic de la București - "Pipera" / ansamblu anonim (Categorie: locuire civilă) (Tip: Așezare) | municipiul București | Pipera                                                                             | sec. IX - XI                                    |            |                                                         | Încărcați imagine | Raportați eroare |
| 179132.22.01 (Cod LMI: B-I-m-B-17879.03)   | Situl arheologic de la București - "Fundeni" / ansamblu anonim (Categorie: locuire civilă) (Tip: Așezare) | municipiul București | str. Soldat Ghivan Nicolae, punct Fundeni                                          | Glina - III                                     |            |                                                         | Încărcați imagine | Raportați eroare |
| 179132.22.02 (Cod LMI: B-I-m-B-17879.02)   | Situl arheologic de la București - "Fundeni" / ansamblu anonim (Categorie: locuire civilă) (Tip: Așezare) | municipiul București | str. Soldat Ghivan Nicolae, punct Fundeni                                          | getică sec. II - I a. Chr.                      |            |                                                         | Încărcați imagine | Raportați eroare |
| 179132.22.03 (Cod LMI: B-I-m-B-17879.01)   | Situl arheologic de la București - "Fundeni" / ansamblu anonim (Categorie: locuire civilă) (Tip: Așezare) | municipiul București | str. Soldat Ghivan Nicolae, punct Fundeni                                          | sec. III - IV                                   |            |                                                         | Încărcați imagine | Raportați eroare |
| 179132.23.02 (Cod LMI: B-I-m-B-17880.06)   | Situl arheologic de la București - "Ziduri între Vii" / ansamblu anonim (Categorie: locuire civilă) (Tip: neprecizat) | municipiul București | Ziduri între Vii                                                                   |                                                 |            |                                                         | Încărcați imagine | Raportați eroare |
| 179132.23.03 (Cod LMI: B-I-m-B-17880.05)   | Situl arheologic de la București - "Ziduri între Vii" / ansamblu anonim (Categorie: locuire civilă) (Tip: Așezare) | municipiul București | Ziduri între Vii                                                                   |                                                 |            |                                                         | Încărcați imagine | Raportați eroare |
| 179132.23.04 (Cod LMI: B-I-m-B-17880.04)   | Situl arheologic de la București - "Ziduri între Vii" / ansamblu anonim (Categorie: locuire civilă) (Tip: Așezare) | municipiul București | Ziduri între Vii                                                                   |                                                 |            |                                                         | Încărcați imagine | Raportați eroare |
| 179132.23.05 (Cod LMI: B-I-m-B-17880.03)   | Situl arheologic de la București - "Ziduri între Vii" / ansamblu anonim (Categorie: locuire civilă) (Tip: Așezare) | municipiul București | Ziduri între Vii                                                                   | geto-dacică                                     |            |                                                         | Încărcați imagine | Raportați eroare |
| 179132.23.06 (Cod LMI: B-I-m-B-17880.02)   | Situl arheologic de la București - "Ziduri între Vii" / ansamblu anonim (Categorie: locuire civilă) (Tip: Așezare) | municipiul București | Ziduri între Vii                                                                   |                                                 |            |                                                         | Încărcați imagine | Raportați eroare |
| 179132.23.07 (Cod LMI: B-I-m-B-17880.01)   | Situl arheologic de la București - "Ziduri între Vii" / ansamblu Fundațiile palatului de lângă lacul Fundeni (Categorie: locuire civilă) (Tip: Fundație)                                                                                                 | municipiul București | Ziduri între Vii                                                                   | sec. XVII                                       |            |                                                         | Încărcați imagine | Raportați eroare |
| 179132.24.01                               | Situl arheologic de la București - "Fundenii Doamnei" / ansamblu anonim (Categorie: locuire civilă) (Tip: Așezare) | municipiul București | Fundenii Doamnei                                                                   |                                                 |            |                                                         | Încărcați imagine | Raportați eroare |
| 179132.24.02                               | Situl arheologic de la București - "Fundenii Doamnei" / ansamblu anonim (Categorie: locuire civilă) (Tip: Așezare) | municipiul București | Fundenii Doamnei                                                                   |                                                 |            |                                                         | Încărcați imagine | Raportați eroare |
| 179132.25.01 (Cod LMI: B-I-m-B-17882.03)   | Situl arheologic de la București - "Parcul Pantelimon" / ansamblu anonim (Categorie: locuire civilă) (Tip: Așezare) | municipiul București | Parcul Pantelimon                                                                  | Glina - III                                     |            |                                                         | Încărcați imagine | Raportați eroare |
| 179132.25.02 (Cod LMI: B-I-m-B-17882.02)   | Situl arheologic de la București - "Parcul Pantelimon" / ansamblu anonim (Categorie: locuire civilă) (Tip: Așezare) | municipiul București | Parcul Pantelimon                                                                  | getică sec. II - I a. Chr.                      |            |                                                         | Încărcați imagine | Raportați eroare |
| 179132.25.03 (Cod LMI: B-I-m-B-17882.01)   | Situl arheologic de la București - "Parcul Pantelimon" / ansamblu anonim (Categorie: locuire civilă) (Tip: Așezare) | municipiul București | Parcul Pantelimon                                                                  | sec. III - IV                                   |            |                                                         | Încărcați imagine | Raportați eroare |
| 179132.26.01 (Cod LMI: B-I-m-B-17883.07)   | Situl arheologic de la București - "Cățelu Nou" / ansamblu anonim (Categorie: locuire civilă) (Tip: Așezare) | municipiul București | Cățelu Nou                                                                         | Boian                                           |            |                                                         | Încărcați imagine | Raportați eroare |
| 179132.26.02 (Cod LMI: B-I-m-B-17883.06)   | Situl arheologic de la București - "Cățelu Nou" / ansamblu anonim (Categorie: locuire civilă) (Tip: Așezare) | municipiul București | Cățelu Nou                                                                         | Glina - III                                     |            |                                                         | Încărcați imagine | Raportați eroare |
| 179132.26.03 (Cod LMI: B-I-m-B-17883.04)   | Situl arheologic de la București - "Cățelu Nou" / ansamblu anonim (Categorie: locuire civilă) (Tip: Așezare) | municipiul București | Cățelu Nou                                                                         |                                                 |            |                                                         | Încărcați imagine | Raportați eroare |
| 179132.26.04 (Cod LMI: B-I-m-B-17883.03)   | Situl arheologic de la București - "Cățelu Nou" / ansamblu anonim (Categorie: locuire civilă) (Tip: Așezare) | municipiul București | Cățelu Nou                                                                         | geto-dacică sec. II - I a. Chr.                 |            |                                                         | Încărcați imagine | Raportați eroare |
| 179132.26.05 (Cod LMI: B-I-m-B-17883.01)   | Situl arheologic de la București - "Cățelu Nou" / ansamblu anonim (Categorie: locuire civilă) (Tip: Așezare) | municipiul București | Cățelu Nou                                                                         | sec. VI - VII p. Chr.                           |            |                                                         | Încărcați imagine | Raportați eroare |
| 179132.26.06 (Cod LMI: B-I-m-B-17883.02)   | Situl arheologic de la București - "Cățelu Nou" / ansamblu anonim (Categorie: locuire civilă) (Tip: Așezare) | municipiul București | Cățelu Nou                                                                         | daco-romană sec. II - III                       |            |                                                         | Încărcați imagine | Raportați eroare |
| 179132.26.07 (Cod LMI: B-I-m-B-17883.05)   | Situl arheologic de la București - "Cățelu Nou" / ansamblu anonim (Categorie: locuire civilă) (Tip: Așezare) | municipiul București | Cățelu Nou                                                                         | Tei                                             |            |                                                         | Încărcați imagine | Raportați eroare |
| 179132.28.01                               | Așezarea daco-romană de la București - "Crângași" / ansamblu anonim (Categorie: locuire civilă) (Tip: Așezare) | municipiul București | Institutul Pasteur                                                                 | sec. II - IV                                    |            |                                                         | Încărcați imagine | Raportați eroare |
| 179132.29.01 (Cod LMI: B-I-m-A-17886.08)   | Situl arheologic de la București - "Militari - Câmpul lui Boja" / ansamblu anonim (Categorie: locuire civilă) (Tip: Așezare) | municipiul București | București, str. Câmpul lui Boja, sec. 6, punct Militari - Câmpul lui Boja          |                                                 | 1958       | 44°26′58″N 26°01′36″E / 44.44944°N 26.02667°E           | Încărcați imagine | Raportați eroare |
| 179132.29.02 (Cod LMI: B-I-m-A-17886.07)   | Situl arheologic de la București - "Militari - Câmpul lui Boja" / ansamblu anonim (Categorie: locuire civilă) (Tip: Așezare) | municipiul București | București, str. Câmpul lui Boja, sec. 6, punct Militari - Câmpul lui Boja          | Glina - III                                     | 1958       | 44°26′58″N 26°01′36″E / 44.44944°N 26.02667°E           | Încărcați imagine | Raportați eroare |
| 179132.29.05 (Cod LMI: B-I-m-A-17886.05)   | Situl arheologic de la București - "Militari - Câmpul lui Boja" / ansamblu anonim (Categorie: locuire civilă) (Tip: Așezare) | municipiul București | București, str. Câmpul lui Boja, sec. 6, punct Militari - Câmpul lui Boja          | geto-dacică sec. IV - II a. Chr.                | 1958       | 44°26′58″N 26°01′36″E / 44.44944°N 26.02667°E           | Încărcați imagine | Raportați eroare |
| 179132.29.06 (Cod LMI: B-I-m-A-17886.04)   | Situl arheologic de la București - "Militari - Câmpul lui Boja" / ansamblu anonim (Categorie: locuire civilă) (Tip: Așezare) | municipiul București | București, str. Câmpul lui Boja, sec. 6, punct Militari - Câmpul lui Boja          | Chilia - Militari sec. II-III p. Chr.           | 1958       | 44°26′58″N 26°01′36″E / 44.44944°N 26.02667°E           | Încărcați imagine | Raportați eroare |
| 179132.29.07 (Cod LMI: B-I-m-A-17886.03)   | Situl arheologic de la București - "Militari - Câmpul lui Boja" / ansamblu anonim (Categorie: locuire civilă) (Tip: Așezare) | municipiul București | București, str. Câmpul lui Boja, sec. 6, punct Militari - Câmpul lui Boja          | sec. VI-VII                                     | 1958       | 44°26′58″N 26°01′36″E / 44.44944°N 26.02667°E           | Încărcați imagine | Raportați eroare |
| 179132.29.09 (Cod LMI: B-I-m-A-17886.01)   | Situl arheologic de la București - "Militari - Câmpul lui Boja" / ansamblu anonim (Categorie: locuire civilă) (Tip: Așezare) | municipiul București | București, str. Câmpul lui Boja, sec. 6, punct Militari - Câmpul lui Boja          | sec. XVIII-XIX                                  | 1958       | 44°26′58″N 26°01′36″E / 44.44944°N 26.02667°E           | Încărcați imagine | Raportați eroare |
| 179132.29.08 (Cod LMI: B-I-m-A-17886.02)   | Situl arheologic de la București - "Militari - Câmpul lui Boja" / ansamblu anonim (Categorie: locuire civilă) (Tip: Așezare) | municipiul București | București, str. Câmpul lui Boja, sec. 6, punct Militari - Câmpul lui Boja          | sec. IX-XI                                      | 1958       | 44°26′58″N 26°01′36″E / 44.44944°N 26.02667°E           | Încărcați imagine | Raportați eroare |
| 179132.29.03 (Cod LMI: B-I-m-A-17886.06)   | Situl arheologic de la București - "Militari - Câmpul lui Boja" / ansamblu anonim (Categorie: locuire civilă) (Tip: Așezare) | municipiul București | București, str. Câmpul lui Boja, sec. 6, punct Militari - Câmpul lui Boja          | Tei                                             | 1958       | 44°26′58″N 26°01′36″E / 44.44944°N 26.02667°E           | Încărcați imagine | Raportați eroare |
| 179132.29.04 (Cod LMI: B-I-s-A-17886)      | Situl arheologic de la București - "Militari - Câmpul lui Boja" / ansamblu anonim (Categorie: locuire civilă) (Tip: așezare) | municipiul București | București, str. Câmpul lui Boja, sec. 6, punct Militari - Câmpul lui Boja          |                                                 | 1958       | 44°26′58″N 26°01′36″E / 44.44944°N 26.02667°E           | Încărcați imagine | Raportați eroare |
| 179132.29.10 (Cod LMI: B-I-s-A-17886)      | Situl arheologic de la București - "Militari - Câmpul lui Boja" / ansamblu anonim (Categorie: locuire civilă) (Tip: Mormânt de incinerație) | municipiul București | București, str. Câmpul lui Boja, sec. 6, punct Militari - Câmpul lui Boja          |                                                 | 1958       | 44°26′58″N 26°01′36″E / 44.44944°N 26.02667°E           | Încărcați imagine | Raportați eroare |
| 179132.30.01 (Cod LMI: B-I-m-A-17887.06)   | Situl arheologic de la București - "Dealul Ciurel" / ansamblu anonim (Categorie: locuire) (Tip: Așezare) | municipiul București | Dealul Ciurel                                                                      | Glina - III                                     |            |                                                         | Încărcați imagine | Raportați eroare |
| 179132.30.02 (Cod LMI: B-I-m-A-17887.05)   | Situl arheologic de la București - "Dealul Ciurel" / ansamblu anonim (Categorie: locuire) (Tip: Necropolă) | municipiul București | Dealul Ciurel                                                                      |                                                 |            |                                                         | Încărcați imagine | Raportați eroare |
| 179132.30.03 (Cod LMI: B-I-m-A-17887.04)   | Situl arheologic de la București - "Dealul Ciurel" / ansamblu anonim (Categorie: locuire) (Tip: Așezare) | municipiul București | Dealul Ciurel                                                                      | getică                                          |            |                                                         | Încărcați imagine | Raportați eroare |
| 179132.30.04 (Cod LMI: B-I-m-A-17887.03)   | Situl arheologic de la București - "Dealul Ciurel" / ansamblu anonim (Categorie: locuire) (Tip: Așezare) | municipiul București | Dealul Ciurel                                                                      | sec. VI - VII                                   |            |                                                         | Încărcați imagine | Raportați eroare |
| 179132.30.05 (Cod LMI: B-I-m-A-17887.02)   | Situl arheologic de la București - "Dealul Ciurel" / ansamblu anonim (Categorie: locuire) (Tip: Așezare) | municipiul București | Dealul Ciurel                                                                      | sec. IX - XI                                    |            |                                                         | Încărcați imagine | Raportați eroare |
| 179132.30.06 (Cod LMI: B-I-m-A-17887.01)   | Situl arheologic de la București - "Dealul Ciurel" / ansamblu anonim (Categorie: locuire) (Tip: Așezare) | municipiul București | Dealul Ciurel                                                                      | sec. XVI - XVII                                 |            |                                                         | Încărcați imagine | Raportați eroare |
| 179132.31.01 (Cod LMI: B-I-m-B-17888.03)   | Situl arheologic de la București - "Institutul Politehnic" / ansamblu anonim (Categorie: locuire) (Tip: Așezare) | municipiul București | Institutul Politehnic                                                              |                                                 |            |                                                         | Încărcați imagine | Raportați eroare |
| 179132.31.02 (Cod LMI: B-I-m-B-17888.02)   | Situl arheologic de la București - "Institutul Politehnic" / ansamblu anonim (Categorie: locuire) (Tip: Așezare) | municipiul București | Institutul Politehnic                                                              | sec. XVI - XVIII                                |            |                                                         | Încărcați imagine | Raportați eroare |
| 179132.31.03 (Cod LMI: B-I-m-B-17888.01)   | Situl arheologic de la București - "Institutul Politehnic" / ansamblu anonim (Categorie: locuire) (Tip: Necropolă) | municipiul București | Institutul Politehnic                                                              | sec. XVI - XVIII                                |            |                                                         | Încărcați imagine | Raportați eroare |
| 179132.32.02 (Cod LMI: B-I-s-B-17890)      | Situl arheologic de la București - "Cotroceni" / ansamblu Vatra satului medieval Cotroceni (Categorie: locuire civilă) (Tip: Așezare rurală) | municipiul București | Bd. Marinescu Gheorghe, nr. 2, punct Cotroceni                                     | sec. XVI                                        |            |                                                         | Încărcați imagine | Raportați eroare |
| 179132.32.03 (Cod LMI: B-I-s-B-17890)      | Situl arheologic de la București - "Cotroceni" / ansamblu Biserica veche a mănăstirii Cotroceni (Categorie: locuire civilă) (Tip: biserică) | municipiul București | Bd. Marinescu Gheorghe, nr. 2, punct Cotroceni                                     | 1679-1680                                       |            |                                                         | Încărcați imagine | Raportați eroare |
| 179132.32.05 (Cod LMI: B-I-s-B-17890)      | Situl arheologic de la București - "Cotroceni" / ansamblu Necropola Bisericii mănăstirii Cotroceni (Categorie: locuire civilă) (Tip: Necropolă) | municipiul București | Bd. Marinescu Gheorghe, nr. 2, punct Cotroceni                                     | sec. XVI                                        |            |                                                         | Încărcați imagine | Raportați eroare |
| 179132.32.01 (Cod LMI: B-I-s-B-17890)      | Situl arheologic de la București - "Cotroceni" / ansamblu Așezare din epoca bronzului (Categorie: locuire civilă) (Tip: Așezare) | municipiul București | Bd. Marinescu Gheorghe, nr. 2, punct Cotroceni                                     | Glina III                                       |            |                                                         | Încărcați imagine | Raportați eroare |
| 179132.32.04 (Cod LMI: B-I-s-B-17890)      | Situl arheologic de la București - "Cotroceni" / ansamblu Biserica nouă a mănăstirii Cotroceni (Categorie: locuire civilă) (Tip: biserică) | municipiul București | Bd. Marinescu Gheorghe, nr. 2, punct Cotroceni                                     | 1802-1806                                       |            |                                                         | Încărcați imagine | Raportați eroare |
| 179132.33.01 (Cod LMI: B-I-m-B-17892.02)   | Situl arheologic de la București - "Palatul Brâncoveanu" / ansamblu anonim (Categorie: locuire civilă) (Tip: Așezare) | municipiul București | Piața Unirii, punct Palatul Brâncoveanu                                            | sec. IX - XI                                    |            |                                                         | Încărcați imagine | Raportați eroare |
| 179132.33.02 (Cod LMI: B-I-m-B-17892.01)   | Situl arheologic de la București - "Palatul Brâncoveanu" / ansamblu Vestigiile Palatului Brâncoveanu (Categorie: locuire civilă) (Tip: Palat) | municipiul București | Piața Unirii, punct Palatul Brâncoveanu                                            | sec. XVII - XVIII                               |            |                                                         | Încărcați imagine | Raportați eroare |
| 179132.34.01 (Cod LMI: B-I-m-B-17893.01)   | Situl arheologic de la București- "Sf. Sava" / ansamblu Fundațiile ansamblului "Sf. Sava" (Categorie: construcție) (Tip: Construcție) | municipiul București | Piața Universității                                                                | sec. XVII - XVIII                               |            |                                                         | Încărcați imagine | Raportați eroare |
| 179132.34.02 (Cod LMI: B-I-m-B-17893.02)   | Situl arheologic de la București- "Sf. Sava" / ansamblu anonim (Categorie: construcție) (Tip: Necropolă) | municipiul București | Piața Universității                                                                | sec. XVI - XVII                                 |            |                                                         | Încărcați imagine | Raportați eroare |
| 179132.35.01 (Cod LMI: B-I-m-B-17894.01)   | Situl arheologic de pe Bd. I. C. Brătianu 1 - Spitalul Colțea - / ansamblu Fundațiile Turnului Colțea (Categorie: structură de cult/religioasă) (Tip: Fundație)                                                                                          | municipiul București | Brătianu I.C., punct Spitalul Colțea                                               |                                                 |            |                                                         | Încărcați imagine | Raportați eroare |
| 179132.35.02 (Cod LMI: B-I-m-B-17894.02)   | Situl arheologic de pe Bd. I. C. Brătianu 1 - Spitalul Colțea - / ansamblu anonim (Categorie: structură de cult/religioasă) (Tip: Necropolă) | municipiul București | Brătianu I.C., punct Spitalul Colțea                                               | sec. XVIII                                      |            |                                                         | Încărcați imagine | Raportați eroare |
| 179132.36.01 (Cod LMI: B-I-m-B-17895.03)   | Biserica "Sf. Gheorghe Nou" de la București / ansamblu Fundațiile hanului "Sf. Gheorghe Nou" (Categorie: construcție) (Tip: Fundație) | municipiul București | Sf. Gheorghe                                                                       | sec. XVII                                       |            |                                                         | Încărcați imagine | Raportați eroare |
| 179132.36.02 (Cod LMI: B-I-m-B-17895.02)   | Biserica "Sf. Gheorghe Nou" de la București / ansamblu Fundațiile caselor egumenești de la "Sf. Gheorghe Nou" (Categorie: construcție) (Tip: Fundație)                                                                                                   | municipiul București | Sf. Gheorghe                                                                       | sec. XVII                                       |            |                                                         | Încărcați imagine | Raportați eroare |
| 179132.36.03 (Cod LMI: B-I-m-B-17895.01)   | Biserica "Sf. Gheorghe Nou" de la București / ansamblu anonim (Categorie: construcție) (Tip: Necropolă) | municipiul București | Sf. Gheorghe                                                                       |                                                 |            |                                                         | Încărcați imagine | Raportați eroare |
| 179132.37.01 (Cod LMI: B-I-m-A-17896.08)   | Situl arheologic de la București - "Curtea Veche" / ansamblu anonim (Categorie: locuire civilă) (Tip: Așezare) | municipiul București | Str. Franceză (fostă Iuliu Maniu) 21-23, punct Curtea Veche                        |                                                 |            |                                                         | Încărcați imagine | Raportați eroare |
| 179132.37.02 (Cod LMI: B-I-m-A-17896.07)   | Situl arheologic de la București - "Curtea Veche" / ansamblu anonim (Categorie: locuire civilă) (Tip: Așezare) | municipiul București | Str. Franceză (fostă Iuliu Maniu) 21-23, punct Curtea Veche                        |                                                 |            |                                                         | Încărcați imagine | Raportați eroare |
| 179132.37.03 (Cod LMI: B-I-m-A-17896.06)   | Situl arheologic de la București - "Curtea Veche" / ansamblu anonim (Categorie: locuire civilă) (Tip: Așezare) | municipiul București | Str. Franceză (fostă Iuliu Maniu) 21-23, punct Curtea Veche                        | geto-dacică                                     |            |                                                         | Încărcați imagine | Raportați eroare |
| 179132.37.04 (Cod LMI: B-I-m-A-17896.05)   | Situl arheologic de la București - "Curtea Veche" / ansamblu anonim (Categorie: locuire civilă) (Tip: Așezare) | municipiul București | Str. Franceză (fostă Iuliu Maniu) 21-23, punct Curtea Veche                        | sec. III - IV                                   |            |                                                         | Încărcați imagine | Raportați eroare |
| 179132.37.05 (Cod LMI: B-I-m-A-17896.04)   | Situl arheologic de la București - "Curtea Veche" / ansamblu anonim (Categorie: locuire civilă) (Tip: Așezare) | municipiul București | Str. Franceză (fostă Iuliu Maniu) 21-23, punct Curtea Veche                        | sec. VI - VII                                   |            |                                                         | Încărcați imagine | Raportați eroare |
| 179132.37.06 (Cod LMI: B-I-m-A-17896.03)   | Situl arheologic de la București - "Curtea Veche" / ansamblu anonim (Categorie: locuire civilă) (Tip: Așezare) | municipiul București | Str. Franceză (fostă Iuliu Maniu) 21-23, punct Curtea Veche                        | sec. IX - XI                                    |            |                                                         | Încărcați imagine | Raportați eroare |
| 179132.37.07 (Cod LMI: B-I-m-A-17896.02)   | Situl arheologic de la București - "Curtea Veche" / ansamblu Fundațiile Palatului Domnesc (Categorie: locuire civilă) (Tip: Cetate) | municipiul București | Str. Franceză (fostă Iuliu Maniu) 21-23, punct Curtea Veche                        | 1458-1459                                       |            |                                                         | Încărcați imagine | Raportați eroare |
| 179132.37.08 (Cod LMI: B-I-m-A-17896.01)   | Situl arheologic de la București - "Curtea Veche" / ansamblu Ruinele Palatului Domnesc (Categorie: locuire civilă) (Tip: Palat) | municipiul București | Str. Franceză (fostă Iuliu Maniu) 21-23, punct Curtea Veche                        | sec. XV - XVIII                                 |            |                                                         | Încărcați imagine | Raportați eroare |
| 179132.37.09 (Cod LMI: B-I-s-A-17896)      | Situl arheologic de la București - "Curtea Veche" / ansamblu anonim (Categorie: locuire civilă) (Tip: cetățuie) | municipiul București | Str. Franceză (fostă Iuliu Maniu) 21-23, punct Curtea Veche                        | sec. XIV                                        |            |                                                         | Încărcați imagine | Raportați eroare |
| 179132.37.10 (Cod LMI: B-I-s-A-17896)      | Situl arheologic de la București - "Curtea Veche" / ansamblu anonim (Categorie: locuire civilă) (Tip: Palat) | municipiul București | Str. Franceză (fostă Iuliu Maniu) 21-23, punct Curtea Veche                        | 1674-1678                                       |            |                                                         | Încărcați imagine | Raportați eroare |
| 179132.37.11 (Cod LMI: B-I-s-A-17896)      | Situl arheologic de la București - "Curtea Veche" / ansamblu anonim (Categorie: locuire civilă) (Tip: Palat) | municipiul București | Str. Franceză (fostă Iuliu Maniu) 21-23, punct Curtea Veche                        | 1714-1715                                       |            |                                                         | Încărcați imagine | Raportați eroare |
| 179132.38.01 (Cod LMI: B-I-s-B-17897)      | Situl arheologic de la București - Piața Sf. Anton / ansamblu Fundațiile Bisericii "Sf. Anton" (Categorie: construcție) (Tip: Fundație) | municipiul București | str. Franceză (fostă Iuliu Maniu)                                                  | prima jum. sec. XVIII                           |            | 44°25′48″N 26°06′07″E / 44.43°N 26.10207°E              | Încărcați imagine | Raportați eroare |
| 179132.38.02 (Cod LMI: B-I-s-B-17897)      | Situl arheologic de la București - Piața Sf. Anton / ansamblu Turnul Porții de Jos a Curții Domnești (Categorie: construcție) (Tip: Turn) | municipiul București | str. Franceză (fostă Iuliu Maniu)                                                  | sec. XVII-XVIII                                 |            | 44°25′48″N 26°06′07″E / 44.43°N 26.10207°E              | Încărcați imagine | Raportați eroare |
| 179132.38.03 (Cod LMI: B-I-s-B-17897)      | Situl arheologic de la București - Piața Sf. Anton / ansamblu Hanul lui Manuc (Categorie: construcție) (Tip: Han) | municipiul București | str. Franceză (fostă Iuliu Maniu)                                                  |                                                 |            | 44°25′48″N 26°06′07″E / 44.43°N 26.10207°E              | Încărcați imagine | Raportați eroare |
| 179132.38.04 (Cod LMI: B-I-s-B-17897)      | Situl arheologic de la București - Piața Sf. Anton / ansamblu anonim (Categorie: construcție) (Tip: așezare) | municipiul București | str. Franceză (fostă Iuliu Maniu)                                                  | sec. IX - XI                                    |            | 44°25′48″N 26°06′07″E / 44.43°N 26.10207°E              | Încărcați imagine | Raportați eroare |
| 179132.38.05 (Cod LMI: B-I-s-B-17897)      | Situl arheologic de la București - Piața Sf. Anton / ansamblu anonim (Categorie: construcție) (Tip: așezare) | municipiul București | str. Franceză (fostă Iuliu Maniu)                                                  | sec. III - VI                                   |            | 44°25′48″N 26°06′07″E / 44.43°N 26.10207°E              | Încărcați imagine | Raportați eroare |
| 179132.39.01 (Cod LMI: B-I-m-B-17898.02)   | Situl arheologic de la București - "Dealul Patriarhiei" / ansamblu anonim (Categorie: locuire) (Tip: Așezare) | municipiul București | Dealul Patriarhiei                                                                 | Glina - III                                     |            |                                                         | Încărcați imagine | Raportați eroare |
| 179132.39.02 (Cod LMI: B-I-m-B-17898.01)   | Situl arheologic de la București - "Dealul Patriarhiei" / ansamblu anonim (Categorie: locuire) (Tip: Necropolă) | municipiul București | Dealul Patriarhiei                                                                 | sec. XVII                                       |            |                                                         | Încărcați imagine | Raportați eroare |
| 179132.40.01 (Cod LMI: B-I-m-B-17899.07)   | Situl arheologic de la București - "Radu Vodă" / ansamblu anonim (Categorie: locuire) (Tip: Așezare) | municipiul București | Ansamblul Radu Vodă                                                                | Glina - III                                     |            |                                                         | Încărcați imagine | Raportați eroare |
| 179132.40.02 (Cod LMI: B-I-m-B-17899.06)   | Situl arheologic de la București - "Radu Vodă" / ansamblu anonim (Categorie: locuire) (Tip: Așezare) | municipiul București | Ansamblul Radu Vodă                                                                | geto-dacică                                     |            |                                                         | Încărcați imagine | Raportați eroare |
| 179132.40.03 (Cod LMI: B-I-m-B-17899.05)   | Situl arheologic de la București - "Radu Vodă" / ansamblu anonim (Categorie: locuire) (Tip: Așezare) | municipiul București | Ansamblul Radu Vodă                                                                | sec. IV p. Chr.                                 |            |                                                         | Încărcați imagine | Raportați eroare |
| 179132.40.04 (Cod LMI: B-I-m-B-17899.04)   | Situl arheologic de la București - "Radu Vodă" / ansamblu anonim (Categorie: locuire) (Tip: Așezare) | municipiul București | Ansamblul Radu Vodă                                                                | sec. VI - VII                                   |            |                                                         | Încărcați imagine | Raportați eroare |
| 179132.40.05 (Cod LMI: B-I-m-B-17899.03)   | Situl arheologic de la București - "Radu Vodă" / ansamblu anonim (Categorie: locuire) (Tip: Așezare) | municipiul București | Ansamblul Radu Vodă                                                                | sec. IX - XI                                    |            |                                                         | Încărcați imagine | Raportați eroare |
| 179132.40.06 (Cod LMI: B-I-m-B-17899.02)   | Situl arheologic de la București - "Radu Vodă" / ansamblu anonim (Categorie: locuire) (Tip: Așezare) | municipiul București | Ansamblul Radu Vodă                                                                | a doua jum. a sec. XV - sec. XVI                |            |                                                         | Încărcați imagine | Raportați eroare |
| 179132.40.07 (Cod LMI: B-I-m-B-17899.01)   | Situl arheologic de la București - "Radu Vodă" / ansamblu anonim (Categorie: locuire) (Tip: Necropolă) | municipiul București | Ansamblul Radu Vodă                                                                | sec. XV - XVIII                                 |            |                                                         | Încărcați imagine | Raportați eroare |
| 179132-.41.01 (Cod LMI: B-I-m-B-17900.02)  | Situl arheologic din epoca medievală de la București - Biserica "Răzvan" / ansamblu anonim (Categorie: locuire) (Tip: Așezare) | municipiul București |                                                                                    | sec. XV - XVI                                   |            |                                                         | Încărcați imagine | Raportați eroare |
| 179132.41.02 (Cod LMI: B-I-m-B-17900.01)   | Situl arheologic din epoca medievală de la București - Biserica "Răzvan" / ansamblu anonim (Categorie: locuire) (Tip: Necropolă) | municipiul București |                                                                                    | sec. XVII - XIX                                 |            |                                                         | Încărcați imagine | Raportați eroare |
| 179132.42.01 (Cod LMI: B-I-m-B-17901.03)   | Situl arheologic de la București - "Biserica Slobozia" / ansamblu anonim (Categorie: locuire) (Tip: Așezare) | municipiul București | Leon Vodă, punct Biserica Slobozia                                                 | sec. XVII - XIX                                 |            |                                                         | Încărcați imagine | Raportați eroare |
| 179132.42.02 (Cod LMI: B-I-m-B-17901.02)   | Situl arheologic de la București - "Biserica Slobozia" / ansamblu anonim (Categorie: locuire) (Tip: Necropolă) | municipiul București | Leon Vodă, punct Biserica Slobozia                                                 | sec. XVII - XIX                                 |            |                                                         | Încărcați imagine | Raportați eroare |
| 179132.42.03 (Cod LMI: B-I-m-B-17901.01)   | Situl arheologic de la București - "Biserica Slobozia" / ansamblu Mormânt colectiv al bătăliei din 1631, condusă de Matei Aga din Brâncoceni (Categorie: locuire) (Tip: Mormânt colectiv)                                                                | municipiul București | Leon Vodă, punct Biserica Slobozia                                                 |                                                 |            |                                                         | Încărcați imagine | Raportați eroare |
| 179132.43.01 (Cod LMI: B-I-m-B-17902.04)   | Situl arheologic de la București - "Foișorul Mavrocordaților" / ansamblu anonim (Categorie: locuire) (Tip: Așezare) | municipiul București | Foișorul Mavrocordaților                                                           | sec. VI - VII                                   |            |                                                         | Încărcați imagine | Raportați eroare |
| 179132.43.02 (Cod LMI: B-I-m-B-17902.03)   | Situl arheologic de la București - "Foișorul Mavrocordaților" / ansamblu anonim (Categorie: locuire) (Tip: Așezare) | municipiul București | Foișorul Mavrocordaților                                                           | sec. XVII - XIX                                 |            |                                                         | Încărcați imagine | Raportați eroare |
| 179132.43.03 (Cod LMI: B-I-m-B-17902.02)   | Situl arheologic de la București - "Foișorul Mavrocordaților" / ansamblu anonim (Categorie: locuire) (Tip: Necropolă) | municipiul București | Foișorul Mavrocordaților                                                           | sec. XVII - XIX                                 |            |                                                         | Încărcați imagine | Raportați eroare |
| 179132.43.04 (Cod LMI: B-I-m-B-17902.01)   | Situl arheologic de la București - "Foișorul Mavrocordaților" / ansamblu Fundațiile casei Mavrocordaților (Categorie: locuire) (Tip: Casă) | municipiul București | Foișorul Mavrocordaților                                                           | sec. XVIII                                      |            |                                                         | Încărcați imagine | Raportați eroare |
| 179132.44.01 (Cod LMI: B-I-m-B-17903.02)   | Așezarea și necropola medievală de la București - Biserica "Dobroteasa" / ansamblu anonim (Categorie: locuire) (Tip: Așezare) | municipiul București | Calea Văcărești, punct Biserica Dobroteasa                                         | sec. XVI - XVIII                                |            |                                                         | Încărcați imagine | Raportați eroare |
| 179132.44.02 (Cod LMI: B-I-m-B-17903.01)   | Așezarea și necropola medievală de la București - Biserica "Dobroteasa" / ansamblu anonim (Categorie: locuire) (Tip: Necropolă) | municipiul București | Calea Văcărești, punct Biserica Dobroteasa                                         | sec. XVI - XVIII                                |            |                                                         | Încărcați imagine | Raportați eroare |
| 179132.45.01 (Cod LMI: B-I-m-A-17904.06)   | Situl arheologic de la București - "Dealul Piscului" / ansamblu anonim (Categorie: locuire) (Tip: Așezare) | municipiul București | Intrarea Urcușului, punct Dealul Piscului                                          |                                                 |            |                                                         | Încărcați imagine | Raportați eroare |
| 179132.45.02 (Cod LMI: B-I-m-A-17904.05)   | Situl arheologic de la București - "Dealul Piscului" / ansamblu anonim (Categorie: locuire) (Tip: Așezare) | municipiul București | Intrarea Urcușului, punct Dealul Piscului                                          | Tei                                             |            |                                                         | Încărcați imagine | Raportați eroare |
| 179132.45.03 (Cod LMI: B-I-s-A-17904)      | Situl arheologic de la București - "Dealul Piscului" / ansamblu anonim (Categorie: locuire) (Tip: Așezare) | municipiul București | Intrarea Urcușului, punct Dealul Piscului                                          | geto-dacică                                     |            |                                                         | Încărcați imagine | Raportați eroare |
| 179132.45.04 (Cod LMI: B-I-m-A-17904.03)   | Situl arheologic de la București - "Dealul Piscului" / ansamblu anonim (Categorie: locuire) (Tip: Așezare) | municipiul București | Intrarea Urcușului, punct Dealul Piscului                                          | sec. IX - XI                                    |            |                                                         | Încărcați imagine | Raportați eroare |
| 179132.45.05 (Cod LMI: B-I-s-A-17904)      | Situl arheologic de la București - "Dealul Piscului" / ansamblu anonim (Categorie: locuire) (Tip: Așezare) | municipiul București | Intrarea Urcușului, punct Dealul Piscului                                          | sec. XVII - XIX                                 |            |                                                         | Încărcați imagine | Raportați eroare |
| 179132.45.06 (Cod LMI: B-I-m-A-17904.01)   | Situl arheologic de la București - "Dealul Piscului" / ansamblu anonim (Categorie: locuire) (Tip: Necropolă de inhumație) | municipiul București | Intrarea Urcușului, punct Dealul Piscului                                          | sec. XIV - XVI                                  |            |                                                         | Încărcați imagine | Raportați eroare |
| 179132.45.07 (Cod LMI: B-I-m-A-17904.02)   | Situl arheologic de la București - "Dealul Piscului" / ansamblu anonim (Categorie: locuire) (Tip: Necropolă) | municipiul București | Intrarea Urcușului, punct Dealul Piscului                                          | sec. III - IV                                   |            |                                                         | Încărcați imagine | Raportați eroare |
| 179132.46.01 (Cod LMI: B-I-m-B-17905.03)   | Situl arheologic de la București - "Mărțișor" / ansamblu anonim (Categorie: locuire) (Tip: Așezare) | municipiul București | Mărțișor                                                                           | geto-dacică                                     |            |                                                         | Încărcați imagine | Raportați eroare |
| 179132.46.02 (Cod LMI: B-I-m-B-17905.02)   | Situl arheologic de la București - "Mărțișor" / ansamblu anonim (Categorie: locuire) (Tip: Așezare) | municipiul București | Mărțișor                                                                           | sec. XVIII                                      |            |                                                         | Încărcați imagine | Raportați eroare |
| 179132.46.03 (Cod LMI: B-I-m-B-17905.01)   | Situl arheologic de la București - "Mărțișor" / ansamblu anonim (Categorie: locuire) (Tip: Necropolă) | municipiul București | Mărțișor                                                                           | sec. XVIII                                      |            |                                                         | Încărcați imagine | Raportați eroare |
| 179132.47.01 (Cod LMI: B-I-s-B-17906)      | Situl arheologic de la București - "Lunca Bârzești" / ansamblu anonim (Categorie: locuire civilă) (Tip: Așezare) | municipiul București | Lunca Bârzești                                                                     | Tei                                             |            |                                                         | Încărcați imagine | Raportați eroare |
| 179132.47.02 (Cod LMI: B-I-s-B-17906)      | Situl arheologic de la București - "Lunca Bârzești" / ansamblu anonim (Categorie: locuire civilă) (Tip: Așezare) | municipiul București | Lunca Bârzești                                                                     | daco-romană sec. II - IV p. Chr.                |            |                                                         | Încărcați imagine | Raportați eroare |
| 179132.47.03 (Cod LMI: B-I-s-B-17906)      | Situl arheologic de la București - "Lunca Bârzești" / ansamblu anonim (Categorie: locuire civilă) (Tip: Așezare) | municipiul București | Lunca Bârzești                                                                     | sec. VI p. Chr.                                 |            |                                                         | Încărcați imagine | Raportați eroare |
| 179132.47.04 (Cod LMI: B-I-s-B-17906)      | Situl arheologic de la București - "Lunca Bârzești" / ansamblu anonim (Categorie: locuire civilă) (Tip: Așezare) | municipiul București | Lunca Bârzești                                                                     | sec. XVIII - XIX                                |            |                                                         | Încărcați imagine | Raportați eroare |
| 179132.48.01 (Cod LMI: B-I-m-B-17907.02)   | Situl arheologic de la București - "CET - Dudești" / ansamblu anonim (Categorie: locuire civilă) (Tip: Așezare) | municipiul București | CET - Dudești                                                                      | Glina - III                                     |            |                                                         | Încărcați imagine | Raportați eroare |
| 179132.48.02 (Cod LMI: B-I-m-B-17907.01)   | Situl arheologic de la București - "CET - Dudești" / ansamblu anonim (Categorie: locuire civilă) (Tip: Așezare) | municipiul București | CET - Dudești                                                                      | geto-dacică                                     |            |                                                         | Încărcați imagine | Raportați eroare |